# Chemins de fer du Calvados
Pour les articles homonymes, voir CFC et Calvados.
Les Chemins de fer du Calvados est une ancienne compagnie qui exploitait un réseau de voies ferrées d'intérêt local (VFIL) à voie étroite de type Decauville (600 mm). Le réseau est ouvert par étapes à partir de 1891 d'abord par la Société anonyme des établissements Decauville Aîné, puis, à partir de 1895, par la Société anonyme des Chemins de fer du Calvados (CFC).
À partir de 1929, devant la concurrence croissante du transport routier, les lignes du réseau sont fermées les unes après les autres. La dernière ligne en service, exploitée à partir de 1937 par les Courriers Normands, est gravement endommagée lors de la bataille de Normandie et l'exploitation cesse définitivement en 1944.

## Histoire

### Genèse

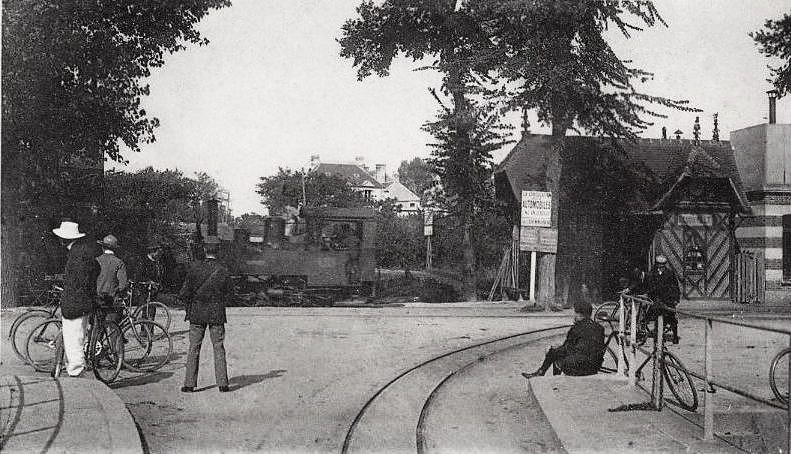
La gare de Bénouville vue depuis le pont (lignes Caen – Dives/Luc) avec une locomotive Mallet

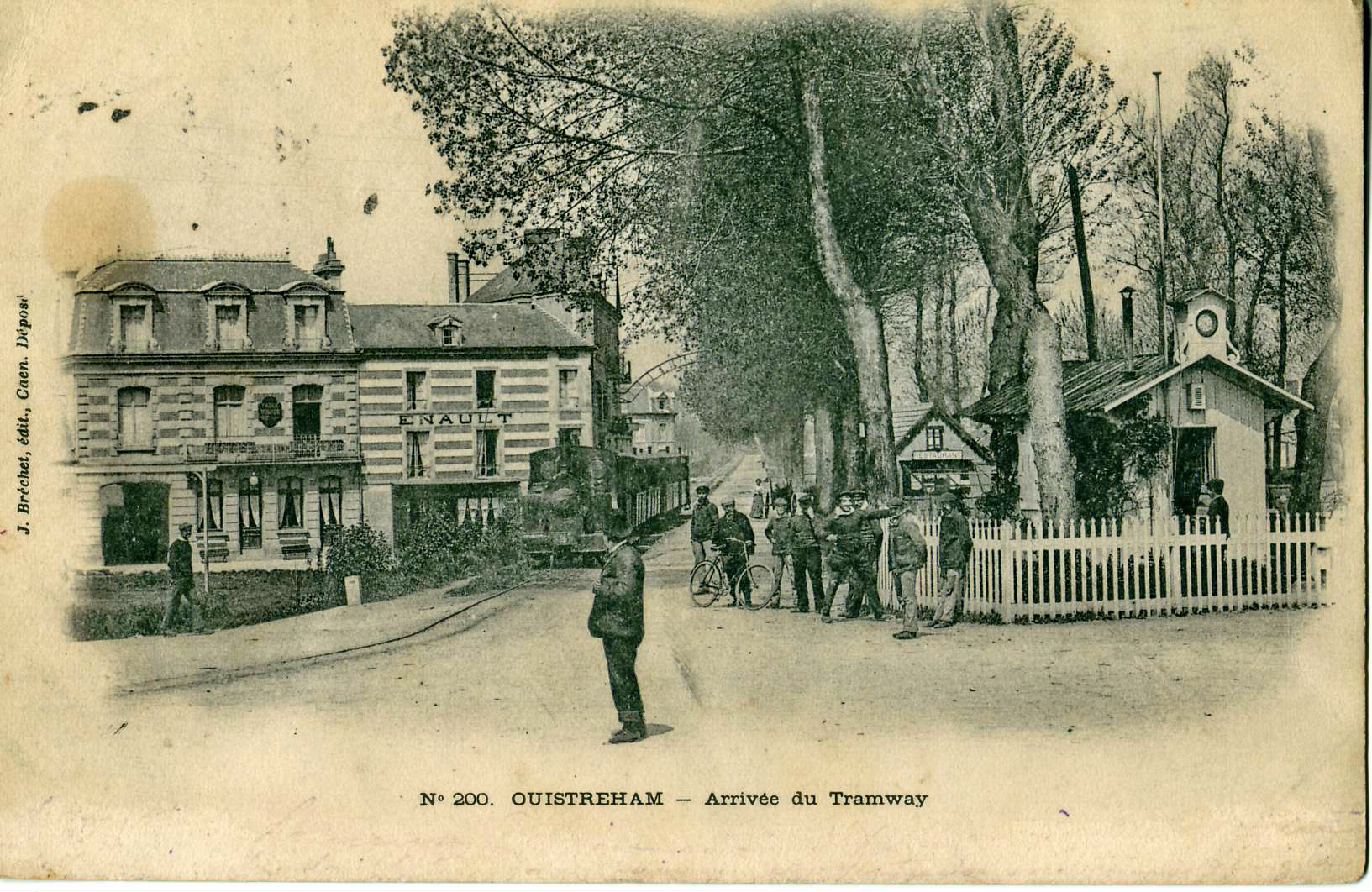
Train traversant Ouistreham

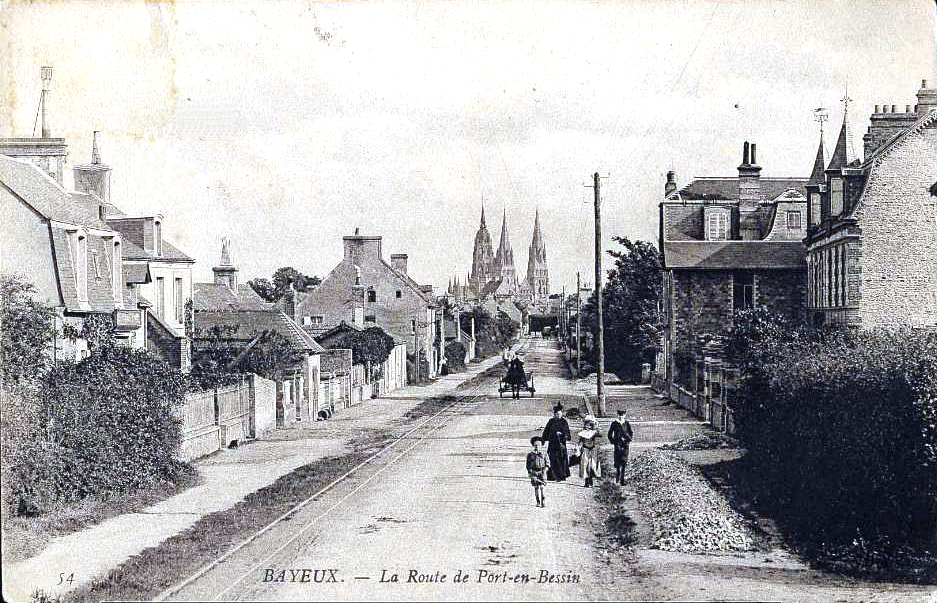
La ligne de Bayeux à Port-en-Bessin, sur le côté gauche de la route à Bayeux

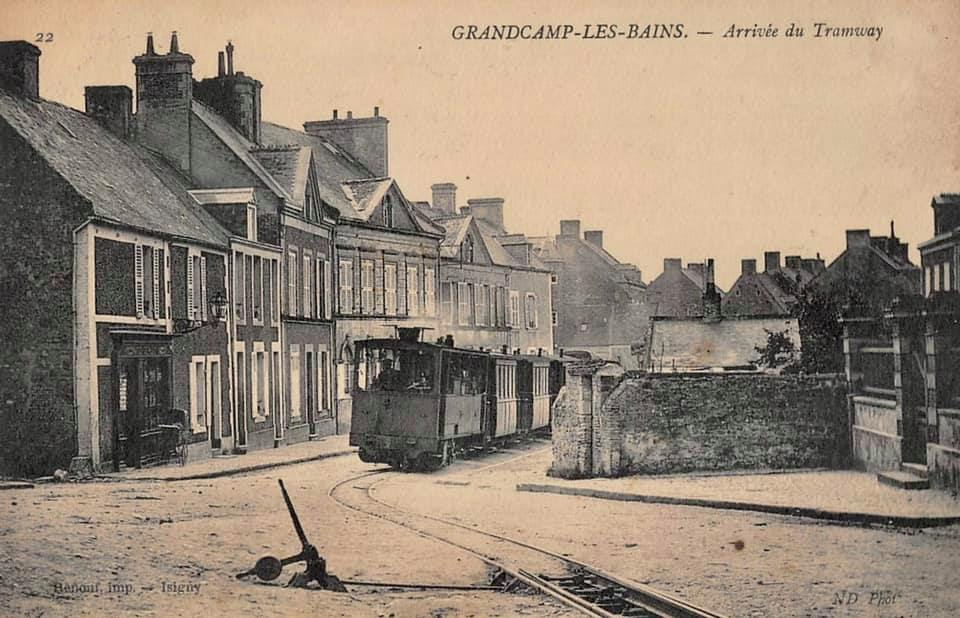
Train à Grandcamp

Le 26 août 1864, le conseil général du Calvados vote le principe de l'établissement d'un réseau ferroviaire d'intérêt local. Ce réseau est constitué de 11 lignes qui se greffent pour la plupart sur l'axe Paris - Caen - Cherbourg. Au fil des débats, de nouvelles lignes sont rajoutées par la suite.
Finalement en 1869, cinq premières lignes sont concédées : 
- Lisieux - Orbec,
- Berjou - Falaise,
- Caen - Courseulles-sur-Mer,
- Caen - Aunay-Saint-Georges,
- Mézidon - Trouville-Deauville.

Les premières lignes construites à écartement normal dans les années 1870 s'avèrent rapidement déficitaires. Les lignes déjà ouvertes ou en construction sont donc intégrées au réseau d'intérêt général ; seule la ligne Caen - Courseulles, bénéficiaire, reste dans le giron du département.
Le conseil général n'abandonne pas pour autant l'idée de mettre en place un réseau de chemin de fer d'intérêt local qui permettrait :
- de mieux desservir le littoral, notamment la Côte de Nacre,
- de relier plus directement Falaise à la capitale régionale en desservant la plaine de Caen,
- de desservir l'espace compris entre les lignes Paris - Caen - Cherbourg et Caen - Vire (Bessin et bocage virois).

Pour éviter la construction et l'exploitation de plusieurs bouts de lignes sans réelle cohérence, le conseil général décide de concéder les lignes à une seule compagnie. Chaque commune souhaitant être desservie, les conseillers généraux s'opposent sur les tracés des lignes à construire.
En 1891, environ 250 km ont déjà été concédés, sont en cours d'enquête ou simplement mis à l'étude. Certaines lignes sont soumises à enquête, mais sont finalement abandonnées, comme les lignes de Balleroy à Caen par Saint-Paul-du-Vernay ou de Caumont à la gare de Villers-Bocage. Des conseillers généraux sont également en désaccord sur l'écartement des voies. Plusieurs solutions sont évoquées : écartement standard, 80 cm, 75 cm, 60 cm.
Paul Decauville propose de construire une ligne expérimentale entre Port-en-Bessin et Bayeux à l'écartement de 60 cm. Sa demande n'aboutit pas et l'écartement 75 cm est approuvé en 1887 pour l'avant-projet de la ligne Caen - Ouistreham.
Paul Decauville abandonne alors le projet. L'année suivante, le ministère des Travaux publics impose pour des raisons militaires la voie métrique pour les chemins de fer à voie étroite (circulaire du 12 janvier 1888).
Le Baron Empain, favorable à la voie métrique, est choisi par le conseil général le 13 avril 1888 ; la concession est confirmée par une convention signée avec le Préfet le 18 mai. Mais en août 1889, le ministre des Travaux publics préconise au conseil général du Calvados de construire sa ligne littorale à écartement 75 cm, voire 60 cm.
À la suite du succès du chemin de fer de Decauville à l'Exposition universelle de Paris de 1889, le nouveau ministre de la Guerre, Charles de Freycinet donne son accord en novembre de la même année pour construire les réseaux d'intérêt local à l'écartement 60 cm.
Le Baron Empain et son associé Edmond Caze partisans de la voie métrique entrent en conflit avec le conseil général pour des raisons financières. Le 10 juillet 1890, le Préfet déclare que les conventions passées sont rompues. Le 20 août suivant, la concession est octroyée à la Société anonyme des Établissements Decauville Aîné.
Dès le 15 août 1891, la ligne Ouistreham - Luc-sur-Mer est ouverte à titre provisoire et le 5 septembre, le Président de la République signe les déclarations d'utilité publique pour les lignes Grandcamp - Isigny et Dives-Cabourg - Luc-sur-Mer.
Les relations entre la Société Decauville et le conseil général se détériorent rapidement. En août 1892, le concessionnaire abandonne la construction de la ligne Grandcamp - Isigny ; les travaux reprennent sur une injonction du Préfet. Cette même année, une série de manœuvres financières et un procès font plonger les actions de la société.
La Société Nouvelle des Établissements Decauville Ainé propose le 21 août 1894 de céder la concession à la Société Caennaise des Tramways. En réalité, les deux tiers des actions de cette société sont aux mains de la Société Decauville.
En février 1894, Edmond Caze et le Baron Empain fondent la Société anonyme des Chemins de Fer du Calvados. Après des négociations avec la Société Caennaise des Tramways et la Société Nouvelle des Établissements Decauville Ainé, cette nouvelle société propose de reprendre la concession afin d'exploiter les lignes déjà ouvertes (Caen Saint-Pierre - Bénouville vers Luc-sur-Mer par Ouistreham ou vers Dives-Cabourg) et de poursuivre la construction du réseau départemental. Un décret du 15 décembre 1895 entérine cette substitution.

### Ouverture des lignes

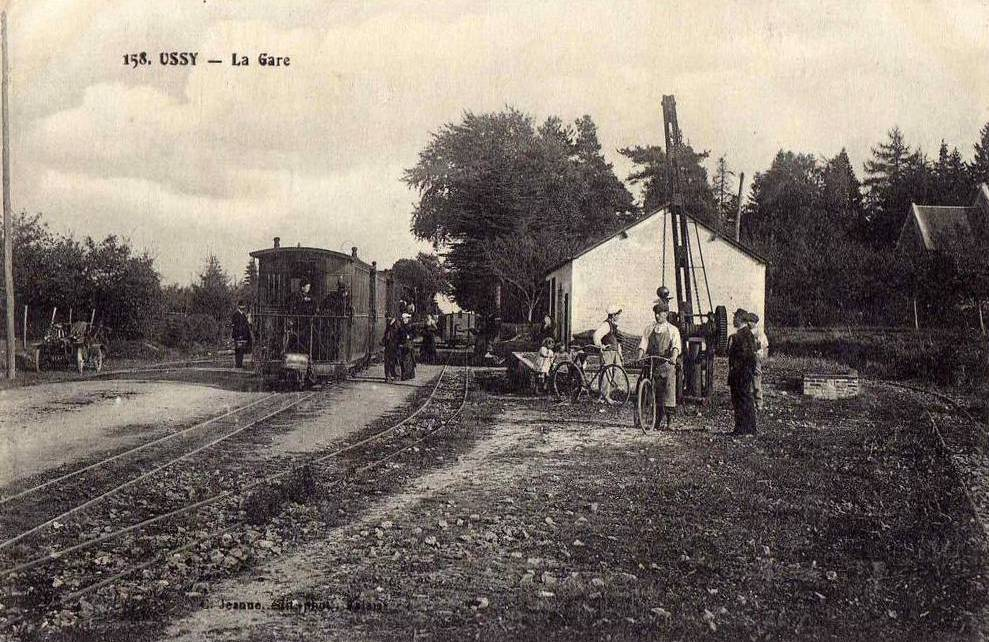
Grue manuelle de déchargement des marchandises à Ussy

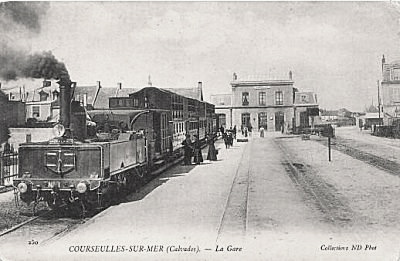
Station de Courseulles-sur-Mer avec train de la ligne de Caen à la mer.

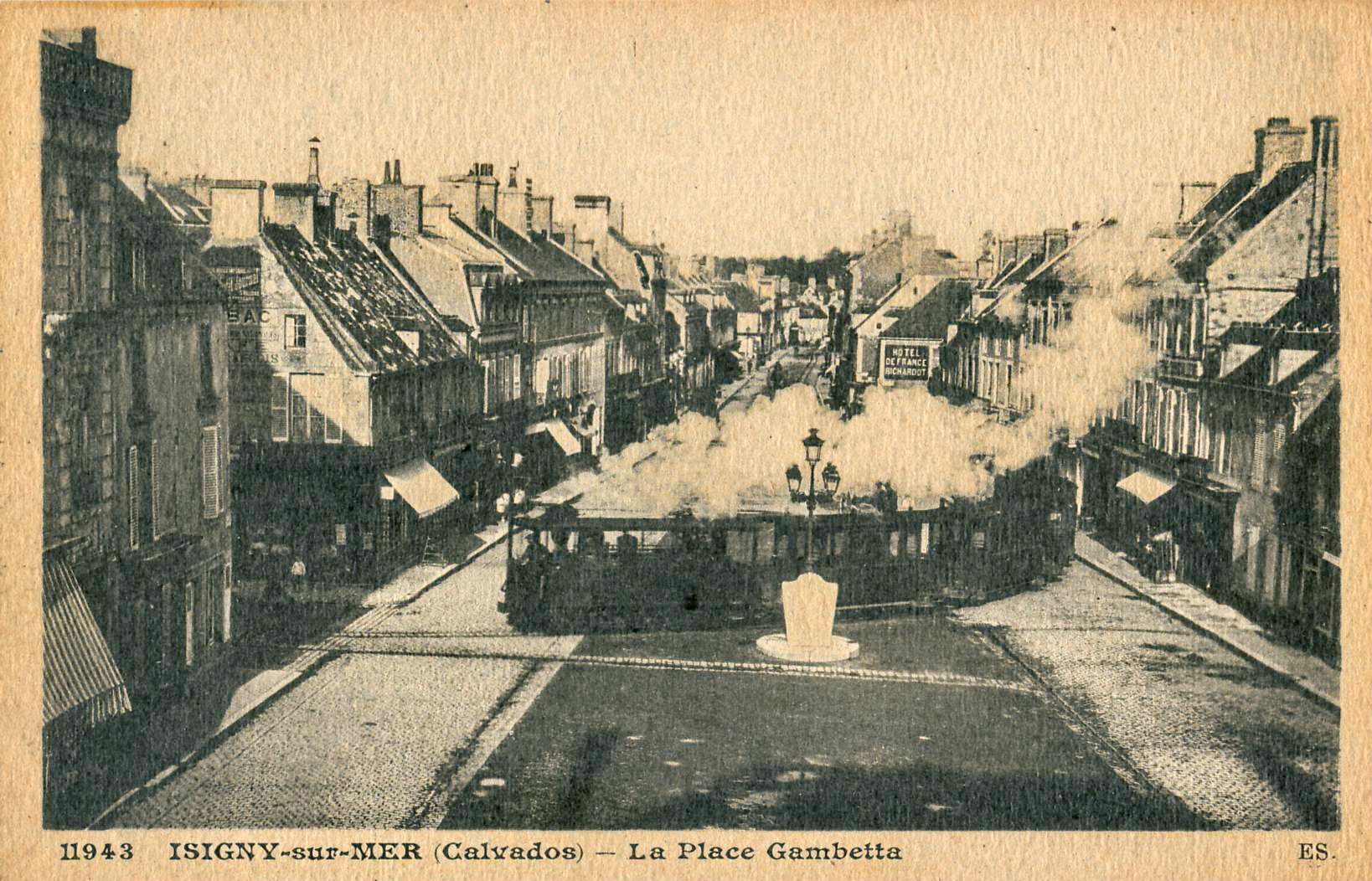
Un train à Isigny-sur-Mer

Le réseau se met en place en un peu plus d'une décennie. Les huit lignes sont déclarées d'utilité publique  entre 1891 et 1899 :
- 5 sept 1891[8]
  - Dives - Luc
  - Grancamp-les-Bains - Isigny
- 16 décembre 1895[8]
  - Caen - Ouistreham
- 15 juin 1897[9]
  - Grancamp-les-Bains - gare de Molay / mine de Littry
  - Courseulles - Arromanches / Bayeux
  - Caen - Falaise
  - Port-en-Bessin - Bayeux
- 15 mai 1899[9]
  - Mine de Littry - Balleroy
  - Bayeux - gare de la Besace par Caumont

La construction du réseau commencée en 1891 par Decauville, est reprise par Mrs Edmond Caze et le baron Edouard Empain. La construction traine parfois en longueur. Ainsi, il faut attendre sept années entre la déclaration d'utilité publique et la mise en service complète de la ligne de Bayeux à la Besace.
En définitive, l'ouverture des lignes à l'exploitation a lieu en plusieurs étapes s'étalant jusqu'en 1906.
- 1891 - 1892
  - Caen ↔ Bénouville ↔ Luc-sur-Mer ou Dives-Cabourg
- 1896
  - Isigny-sur-Mer ↔ Grandcamp
- 1899
  - Bayeux ↔ Port-en-Bessin
  - Bayeux ↔ Courseulles-sur-Mer avec embranchement vers Arromanches à Ryes
- 1900
  - Luc-sur-Mer ↔ Courseulles-sur-Mer (3e rail)
  - Grandcamp ↔ Saint-Laurent-sur-Mer
- 1901
  - Saint-Laurent-sur-Mer ↔ Le Molay-Littry
- 1902
  - Caen - gare de l'Ouest ↔ Falaise - Château
- 1904
  - raccordement des deux stations caennaises
  - 18 janvier 1904[10] : prolongement Caen - Falaise vers la gare de Falaise
  - Bayeux ↔ Balleroy ↔ Le Molay-Littry
- 1906
  - Balleroy ↔ La Besace

Jusqu'en 1905, le réseau est divisé administrativement en trois parties : Isigny, Bayeux et Caen. À l'origine, ces trois réseaux n'étaient pas reliés entre eux et chacun disposait d'un centre technique.
En 1900, les réseaux de Caen et de Bayeux sont reliés grâce à la pose d'un troisième rail sur la ligne de Caen à la mer entre Luc et Courseulles. En 1904, les réseaux de Bayeux et d'Isigny sont raccordés et le réseau d'Isigny est en définitive incorporé à celui de Bayeux le 1er janvier 1905.
| Ligne                                                                                                 | Longueur (en km) | Déclaration d'utilité publique                | Section(s)                                     | Mise en service                                                     |
| --- | ---------------- | --------------------------------------------- | ---------------------------------------------- | ------------------------------------------------------------------- |
| Concédées à l'origine aux Établissements Decauville Aîné, reprises par les Chemins de fer du Calvados |                  |                                               |                                                |                                                                     |
| De Caen à Dives et Luc                                                                                | 38,321           | 5 septembre 1891, révisée le 16 décembre 1895 | Luc-sur-Mer – Ouistreham                       | 15 août 1891 (à titre provisoire) 1er janvier 1892 (définitivement) |
| De Caen à Dives et Luc                                                                                | 38,321           | 5 septembre 1891, révisée le 16 décembre 1895 | Ouistreham – Bénouville                        | 13 août 1892                                                        |
| De Caen à Dives et Luc                                                                                | 38,321           | 5 septembre 1891, révisée le 16 décembre 1895 | Bénouville – Dives                             | 15 juillet 1892                                                     |
| De Caen à Dives et Luc                                                                                | 38,321           | 5 septembre 1891, révisée le 16 décembre 1895 | Bénouville – Caen Saint-Pierre                 | 4 juillet 1893                                                      |
| De Grandcamp-les-Bains à Isigny                                                                       | 10,426           | 5 septembre 1891                              | Grandcamp – Isigny                             | 27 juillet 1896                                                     |
| Concédées aux Chemins de fer du Calvados                                                              |                  |                                               |                                                |                                                                     |
| De Grandcamp-les-Bains à la gare de Molay et à la mine de Littry                                      | 32,280           | 15 juin 1897                                  | Grandcamp – Saint-Laurent-sur-Mer              | 1er septembre 1900                                                  |
| De Grandcamp-les-Bains à la gare de Molay et à la mine de Littry                                      | 32,280           | 15 juin 1897                                  | Saint-Laurent-sur-Mer – La mine de Littry      | 1er août 1901                                                       |
| De Courseulles à Arromanches et Bayeux                                                                | 26,097           | 15 juin 1897                                  | Courseulles – Ryes – Bayeux Ryes – Arromanches | 1er juillet 1899                                                    |
| De Caen à Falaise                                                                                     | 45,995           | 15 juin 1897                                  | Caen Ouest/État – Falaise Château              | 20 septembre 1902                                                   |
| De Caen à Falaise                                                                                     | 45,995           | 15 juin 1897                                  | Falaise Château – Falaise Gare                 | 18 janvier 1904                                                     |
| De Port-en-Bessin à Bayeux                                                                            | 10,858           | 15 juin 1897                                  | Port-en-Bessin – Bayeux                        | 1er juillet 1899                                                    |
| De la Mine de Littry à Balleroy                                                                       | 9,402            | 15 mai 1899                                   | Mine de Littry – Balleroy                      | 1er janvier 1904                                                    |
| De Bayeux à la gare de la Besace par Caumont                                                          | 40,535           | 15 mai 1899                                   | Bayeux – Balleroy                              | 9 juillet 1904                                                      |
| De Bayeux à la gare de la Besace par Caumont                                                          | 40,535           | 15 mai 1899                                   | Balleroy – La Besace                           | 15 avril 1906                                                       |
| De Luc-sur-Mer à Courseulles                                                                          | 8,026            | 2 avril 1900                                  | Luc-sur-Mer – Courseulles (3e rail)            | 1er juillet 1900                                                    |
| Raccordement de Caen Saint-Pierre à Caen Ouest/État                                                   | 1,287            | 3 avril 1901                                  | Caen Saint-Pierre – Caen Ouest/État            | 20 décembre 1904                                                    |

### Desserte des mines
Des embranchements viennent se raccorder à la ligne Caen  - Falaise afin de desservir les mines de la plaine de Caen.
- 9 mai 1904 : déclaration d'utilité publique pour un raccordement aux mines de fer de Barbery[13].
- Décembre 1904 : raccordement de 3 km vers le puits de Saint-Germain-le-Vasson (exploitation suspendue dès septembre 1907).
- Juillet 1908 : raccordement d'un kilomètre entre la gare de Potigny et les mines de Soumont.

À Urville, une estacade et des voies de chargement sont aménagées au débouché de la galerie.
Mais les Chemins de fer du Calvados peinent à répondre à la demande des mines. Les trains, qui, du fait de leur poids, doivent être divisés en deux pour affronter les rampes, mettent trois heures pour parcourir les 32 km qui séparent Potigny du port de Caen (bassin Saint-Pierre).
En 1909, August Thyssen achète des terrains sur le plateau de Colombelles pour y construire une nouvelle usine sidérurgique. Dans la perspective de l'accroissement du trafic minier, les mines de Soumont envisagent dès 1910 de construire une ligne affectée au trafic minier. Les CFC menacent alors d'abandonner la ligne Caen - Falaise si le trafic minier lui est enlevé ; la société s'engage à augmenter sa capacité et réfléchit à la possibilité de construire une nouvelle ligne. Finalement un accord est signé le 28 mars 1911 entre les CFC, la Société des mines de Soumont, la Société minière et métallurgique de Normandie et la Société des hauts-fourneaux de Caen (future SMN).
Une ligne en site propre à écartement standard, longue de 29 km est reconnue d'utilité publique par un décret du 3 avril 1912, et les travaux commencent. Le 19 juillet 1913, le ministre des travaux publics approuve le plan du projet de tracé et de terrassement du chemin de fer minier. L'ordonnance d'expropriation des terrains est rendue le 2 octobre 1913. Les hauts-fourneaux de Colombelles entrent pleinement en service en 1913, mais, du fait de la Première guerre mondiale, le nouvel axe ferroviaire les reliant au carreau de Soumont n'est ouvert qu'en 1920.
La ligne est exploitée par la Société des mines de Soumont, sous le contrôle du service des mines. Les CFC sont toutefois garantis de transporter entre 50 000 t et 250 000 t par an ; dans le cas contraire, les CFC recevront une indemnité compensatoire de 35 centimes par tonne. En réalité, les quantités de minerais transportées iront en décroissant et les CFC toucheront les indemnités, même après la fermeture de la ligne Caen - Falaise en 1932-1933.

### Projet de second réseau

Carte du réseau et des projets

Excepté l'axe Caen-Falaise, les différentes lignes du réseau CFC desservaient principalement le nord-ouest du département. La desserte du littoral était jugée prioritaire et le relief était plus accidenté dans le sud du département (bocage virois, Suisse normande). L'est du département, traversé par huit lignes de chemin de fer à écartement normal, était aussi exclu de ce réseau.
La volonté de desservir l'ensemble des habitants du département, ainsi que la pression de certains lobbys privés poussent les conseillers généraux à réclamer la création de nouvelles lignes. Le 23 août 1904, la création d'une ligne de Caen à Ryes via Creully est votée. Cette ligne permettrait de desservir Arromanches directement depuis la capitale bas-normande. Les particuliers, sociétés et compagnies sont appelés à présenter des avant-projets, mais personne ne répond à l'appel.
En octobre 1911, est présenté un plan d'ensemble de treize lignes complétant le réseau CFC existant,. Ce nouveau réseau aurait aussi eu pour intérêt de compléter le réseau géré par l'Administration des chemins de fer de l'État. Il n'existait en effet aucune ligne transversale reliant les différentes lignes d'intérêt général qui sillonnaient le département ; ce second réseau aurait permis ainsi de relier plus directement certains points du réseau, quitte parfois à faire doublon.
Certaines lignes devaient venir parachever la desserte du littoral :
- Saint-Laurent-sur-Mer (ligne Isigny-sur-Mer - Le Molay-Littry du CFC) ↔ Port-en-Bessin (ligne Bayeux - Port-en-Bessin du CFC),
- Trouville-sur-Mer (lignes Lisieux - Trouville et Mézidon - Trouville) ↔ Honfleur (ligne Pont-l'Évêque  - Honfleur), constituant une ligne isolée à l'est du département.

Trois lignes devaient compléter le réseau existant dans le centre et le nord du département :
- Ryes (lignes de Bayeux vers Courseulles et Arromanches du CFC) ↔ Creully ↔ Caen
- Bayeux (ligne Paris - Cherbourg) ↔ Tilly-sur-Seulles ↔ Villers-Bocage (ligne Caen - Vire)
- Villers-Bocage (ligne Caen - Vire) ↔ Aunay-sur-Odon (ligne Caen - Vire) ↔ Thury-Harcourt (ligne Caen - Flers) ↔ Potigny (ligne Caen - Falaise du CFC)

Cing lignes, débordant pour certaines dans les départements de l'Orne et de l'Eure, étaient prévues à l'est du Calvados, essentiellement dans le Pays d'Auge :
- Potigny (ligne Caen - Falaise du CFC) ↔ Ernes ↔ Mézidon (étoile ferroviaire à quatre branches vers Caen, Paris, Le Mans et Deauville-Trouville)
- Ernes ↔ Saint-Pierre-sur-Dives (ligne le Mans - Mézidon) ↔ Livarot (ligne Mesnil-Mauger - Gacé) ↔ Notre-Dame-de-Courson
- Mézidon ↔ Pont-l'Évêque (ligne Lisieux - Trouville) avec embranchement vers Dozulé (ligne Caen - Dozulé-Putot)
- Lisieux (lignes Paris - Cherbourg, Lisieux - Orbec et Lisieux - Trouville) ↔ Le Pin ↔ Cormeilles dans l'Eure (ligne Pont-l'Évêque - Glos - Montfort).
- Lisieux ↔ Ticheville - Le Sap ou Vimoutiers (ligne Mesnil-Mauger - Gacé).

Autour de Vire, est dessiné un nouveau réseau indépendant du premier déjà réalisé et constitué de trois lignes dont l'une franchit les limites départementales pour aller jusque dans la Manche :
- Tessy-sur-Vire (ligne Condé-sur-Vire - Granville) ↔ Vire (ligne Paris - Granville),
- Vire (ligne Paris - Granville) ↔ Vassy ↔ Condé-sur-Noireau (ligne Caen - Flers),
- Vassy ↔ Le Bény-Bocage (ligne Caen - Vire).

En avril 1912, cinq lignes sont jugées prioritaires (Lisieux ↔ Ticheville-Le-Sap ; Trouville ↔ Honfleur ; Potigny ↔ Mézidon ; Vire ↔ Tessy-sur-Vire ; Condé-sur-Noireau ↔ Aunay-sur-Odon avec deux tronçons supplémentaires Condé-sur-Noireau ↔ Vassy et Aunay-sur-Odon ↔ Villers-Bocage).
Retenant la leçon des erreurs commises lors du choix du premier concessionnaire, le conseil général choisit de faire construire ce nouveau réseau à voie métrique. On envisage également la traction électrique sur six lignes, jugées prioritaires (les trois lignes du réseau de Vire, Trouville ↔ Honfleur, Potigny ↔ Mézidon, Lisieux ↔ Le Sap).
En avril 1913, cinq candidats, en plus de la SA des Chemins de fer du Calvados, sont en lice pour construire et exploiter les 369 km du second réseau. Le rapporteur du projet, l'agent en chef Maurice Voyer, prévoit que le projet coûtera presque 30 000 francs, dont plus de 20 000 à la charge du département. Mais la Grande guerre éclate et le projet est reporté.

### La Première guerre mondiale
En 1914, une partie du matériel (8 locomotives et 250 wagons) est réquisitionnée avec le personnel permettant de les faire fonctionner (mécaniciens, chauffeurs). De nombreux agents sont également mobilisés sur le front. Une partie du matériel est rapidement rendu, mais en 1916–1917, l'armée ponctionne à nouveau le stock de matériel des CFC. L'exploitation normale du réseau est donc rendu très difficile pendant la guerre. Seul un ou deux trains par jour roulent sur le réseau de Caen ; après juillet 1915, le service augmente à quatre trains quotidiens sur la ligne Caen - Dives / Luc. Sur le réseau de Bayeux, un seul train circule par jour, sauf le samedi afin de desservir le marché de Bayeux. Le raccordement Courseulles - Luc n'est plus utilisé que par la compagnie de Caen à la mer.
Le réseau des CFC joue en outre un rôle dans l'effort de guerre. Des trains spéciaux desservent les hôpitaux militaires provisoires (Ouistreham, Petit-Lourdes à Hérouville-Saint-Clair), les camps d'instructions militaires (Potigny et Ussy) et les patrouilleurs qui mouillent à Ouistreham. Des trains spéciaux circulent également pour ravitailler les nombreux réfugiés qui se sont installés sur la côte. Enfin à partir de décembre 1917, le trafic minier, qui était quasiment nul depuis la mise sous séquestre ou l'inondation des gisements, reprend entre Gouvix et Caen où le minerai est acheminé jusqu'à Firminy dans la Loire.
Dès 1917, les CFC doivent faire face à l'augmentation des coûts. Le prix du charbon s'alourdit et le personnel commence à réclamer une amélioration de leurs salaires afin de faire face à l'augmentation du prix de la vie. Les agents obtiennent ainsi une allocation complémentaire de vie chère. Les infrastructures et le matériel souffrent également du manque d'entretien pendant la guerre. Le réseau sort donc du conflit considérablement affaibli et n'arrivera pas à retrouver un équilibre satisfaisant.

### L'étiolement du réseau (1918-1927)
En avril 1919, le projet de second réseau est définitivement abandonné. Le 20 septembre 1920 toutefois, le maintien et l'amélioration du réseau existant sont votés. Il est envisagé de profiter du programme d'électrification des campagnes pour électrifier le réseau. Mais deux semaines plus tard, le 2 octobre, le Conseil général décide de soutenir la création d'un réseau départemental de transports automobiles. Les cinq lignes ouvrent en 1922 ; le réseau se développe rapidement et dès 1923 le réseau exploité par autocars est aussi important que le réseau de voies ferrées d'intérêt local. En 1927, les onze lignes du réseau d'autocar représentent 368 km, alors que le réseau CFC en fait 223.

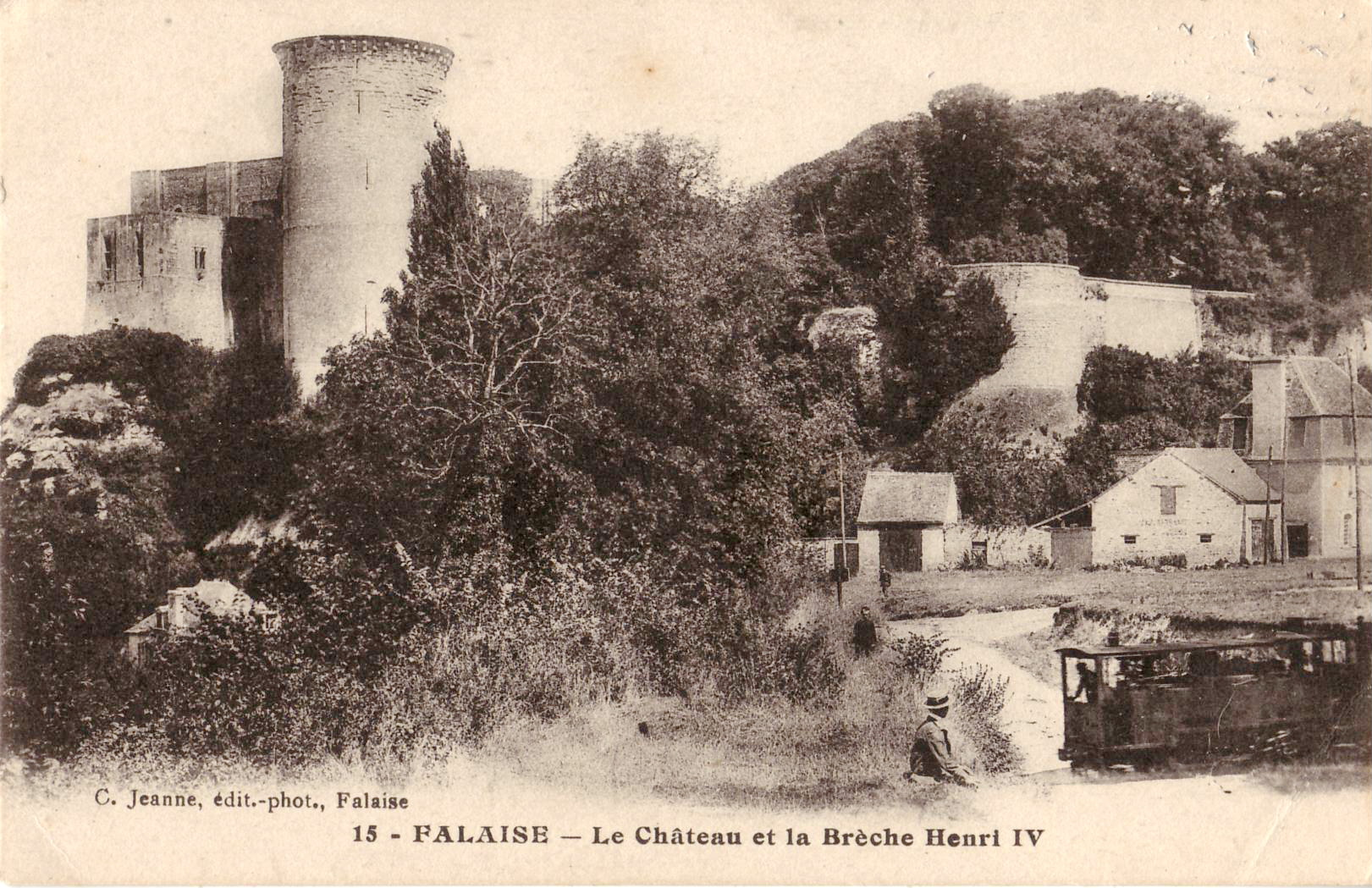
Locomotive bi-cabine au pied du château de Falaise, avant la Première Guerre mondiale

Les CFC peinent à lutter contre la concurrence. Les postes de dépenses (matériaux et main d'œuvre) s'alourdissent, alors que les recettes chutent. La politique menée par la société pour combler ces déficits a pour effet d'attiser la désaffection pour les petits trains ; les tarifs augmentent de 140 %, alors que les services sont considérablement réduits sur les lignes les plus déficitaires (Caen - Falaise et réseau de Bayeux). La navette entre Ryes et Arromanches est également supprimée ; le service est assuré par les trains normaux de la ligne Bayeux - Courseulles, ce qui rallonge considérablement le temps de parcours entre les deux villes.
En 1921, on parle pour la première fois de fermer les lignes les plus déficitaires ; mais cette même année, les déficits se réduisent grâce à la baisse du prix du charbon et à l'augmentation du trafic voyageur sur la côte. Mais l'accalmie est de courte durée ; dès 1922 les résultats repartent à la hausse et à partir de 1923, même la ligne Caen - Dives / Luc, qui était la seule à être excédentaire et qui permettait de maintenir l'équilibre sur l'ensemble du réseau, est dans le rouge. En 1925, les tarifs augmentent à nouveau (+ 200 % pour les voyageurs et marchandises par wagons entiers ; + 250 % pour les autres marchandises) et des automotrices Crochat, censées être plus efficaces que les locomotives à vapeur, sont acquises.
Le 20 mai 1925, un débat est organisé pour la première fois au conseil général sur l'avenir du réseau. Les conseillers généraux ne sont pas encore prêts à fermer le réseau, mais son avenir parait toutefois compromis. On décide lors de cette séance de constituer une commission technique chargée d'analyser le réseau. Dans la séance du 29 septembre 1925, Henry Chéron présente un rapport au nom de la commission spéciale dans lequel il propose la suppression de la ligne Caen–Falaise et des deux lignes Bayeux–La Besace et Balleroy–Isigny.
Ces conclusions ne sont pas suivies d'effet. Le 29 septembre 1926, une commission plénière est chargée d'examiner le fonctionnement du réseau. Elle conclut que le réseau Caen - Dives / Luc doit être maintenu, mais que des mesures doivent être prises afin de corriger les défaillances signalées par les maires des communes de la côte de Nacre quant à la sécurité sur ces lignes. La ligne Caen - Falaise peut également être conservé selon elle afin d'assurer le trafic des minerais. Enfin, elle propose de ne pas fermer le réseau du Bessin ; cependant il convient selon elle d'envisager des suspensions ou des réductions de trafic afin de réduire les dépenses.
La commission départementale est chargée de décider, après avis de la commission spéciale instituée le 20 mai 1925, des aménagements horaires à effectuer. À partir du 15 novembre 1926, le second train quotidien sur les lignes Caen – Falaise et Bayeux – Port-en-Bessin est supprimé, alors que sur les lignes Bayeux – la Besace et Balleroy – Isigny, le service est réduit à trois allers-retours par semaine. Cette décision soulève de nombreuses réclamations de la part des populations intéressées ; la Commission spéciale décide donc de rétablir à partir du 21 mars 1927 le service antérieur.
Le 6 mai 1927, un nouveau débat est organisé. Pour certains, les chemins de fer d'intérêt local ne peuvent pas faire face à la concurrence pour le transport des voyageurs, mais restent pertinents pour le trafic de marchandises. Plusieurs mesures sont envisagées afin de réduire les déficits : augmenter les tarifs, réduire le trafic et fermer les lignes les moins rentables. La seule ligne encore un tant soit peu dynamique, la ligne Caen - Dives / Luc, doit faire l'objet de travaux afin de pallier l'obsolescence des infrastructures.
Le rapporteur envisage cinq solutions allant de la plus volontariste (transformation en ligne à écartement normal, avec ou sans intégration au réseau de la Compagnie de Caen à la mer) à la plus minimaliste (rénovation de l'existant), la solution médiane étant le passage à la voie métrique avec possibilité d'électrifier la ligne. Le Conseil général accepte le principe de l'électrification de la ligne et des études sont lancées.

### La fermeture progressive du réseau (1928–1944)

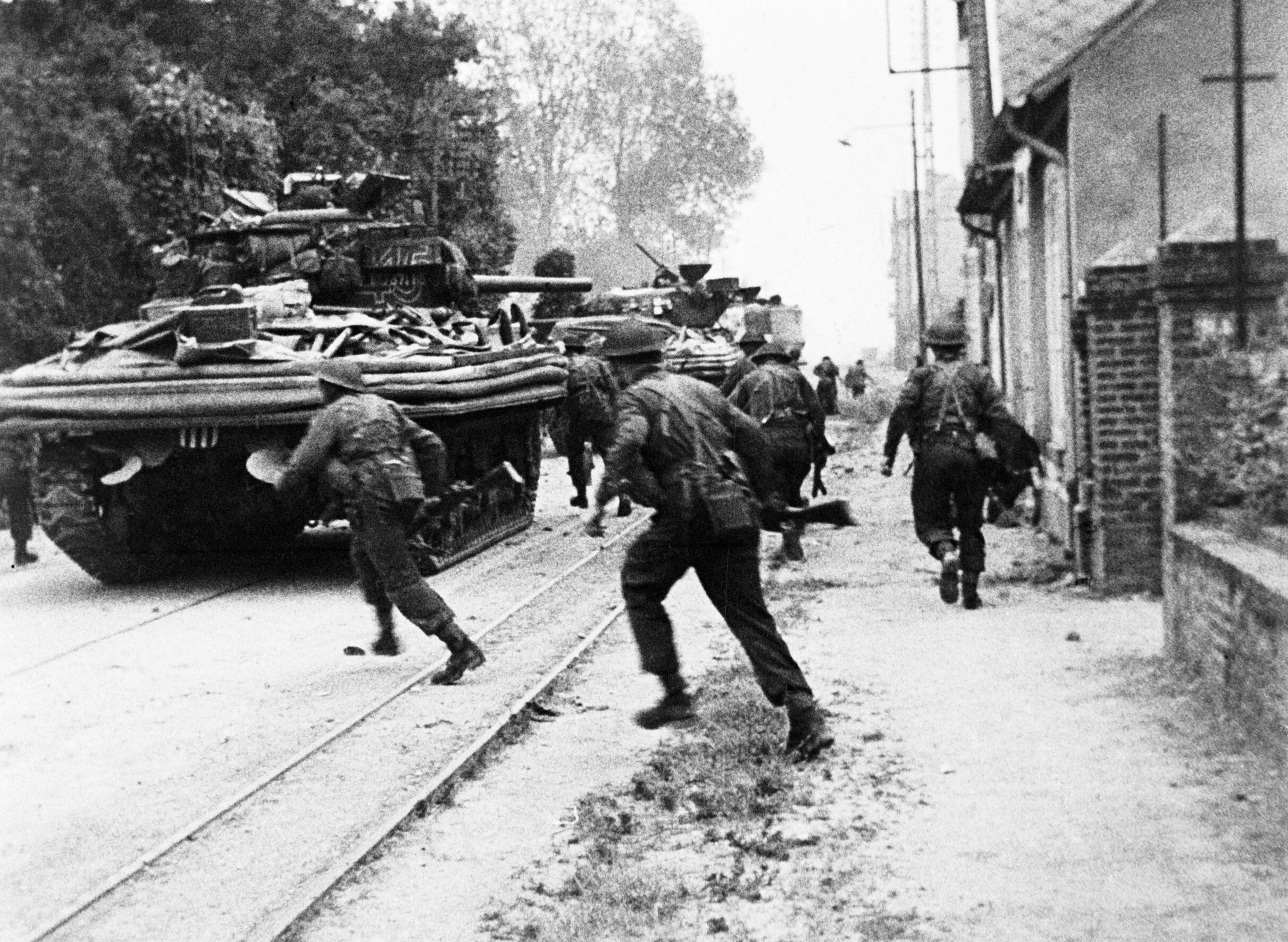
Combats sur la ligne Caen - Luc en 1944

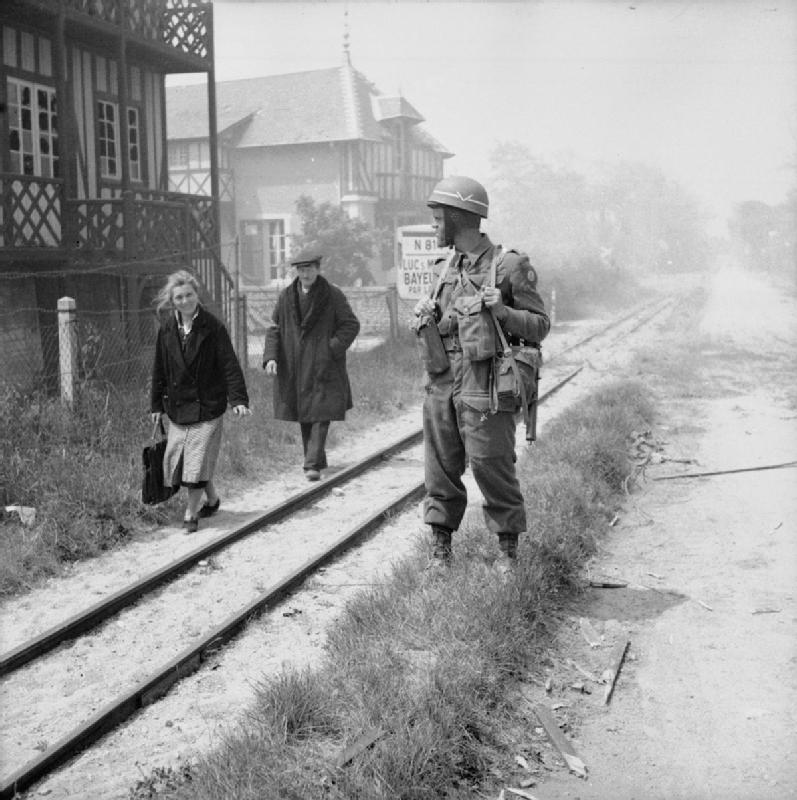
La voie ferrée à La Brèche en juin 1944

Lors des sessions du conseil général, de plus en plus de voix s'élèvent pour exiger la suppression des liaisons ferrées et leur remplacement par des services par autocars. Ainsi par exemple, le maire de Vierville-sur-Mer « émet l'avis que le service des Chemins de fer départementaux ne rend pas de services aux habitants de sa région et demande que ce service soit remplacé par un service automobile ». Plusieurs communes desservies par la ligne de Balleroy à Isigny se joignent au maire de Vierville ; mais les communes de Grandcamp, Isigny et les communes situées entre ces deux villes réclament le maintien de la ligne.
La Compagnie déclare accepter de cesser l'exploitation du tronçon Balleroy-Grandcamp tout en maintenant le service entre Isigny et Grandcamp. Il est prévu qu'une ligne d'autocars Bayeux - Port-en-Bessin - Grandcamp soit ouverte pour remplacer pour la liaison supprimée.
Pour ne pas avoir à créer un atelier de réparations sur la ligne Isigny-Grandcamp, isolée du reste du réseau, le service serait exploité par des tracteurs à essence.
Le 25 octobre 1928, les conseillers généraux votent à bulletin secret et décident quasiment à l'unanimité de fermer la ligne Balleroy - Grandcamp. Le lendemain, le conseil général abandonne l'idée d'électrifier la ligne Caen - Dives / Luc et décide de réutiliser les rails déposés sur la ligne Balleroy - Grandcamp pour la rénover.
Lors de sa session d'octobre 1929, le Conseil général autorise les CFC à substituer sur certaines lignes déficitaires des autobus aux trains à vapeur. Cette mesure, permise à titre d'essai, entre en application le 13 novembre 1929.
Trois types d'exploitation coexistent alors sur le réseau :
- exploitation par autobus sur la ligne Balleroy – Le Molay – Isigny (un aller-retour quotidien),
- exploitation mixte autobus/trains à vapeur sur les lignes Caen – Falaise et Bayeux – Courseulles,
- exploitation par trains à vapeur sur les lignes Bayeux – Balleroy – La Besace (un aller-retour quotidien), Bayeux – Port-en-Bessin (deux aller-retour quotidiens), Caen – Dives – Luc (cinq aller-retour quotidiens).

La plupart du réseau est démantelée en 1931-1932. Au cours de la séance du 30 octobre 1931, le conseil général vote le déclassement des lignes Grandcamp – Isigny et Bayeux – Balleroy – Gare de la Besace. Grandcamp et Isigny restent desservis par la ligne d'autobus Bayeux – Port-en-Bessin – Isigny. Le trafic sur la ligne Bayeux – La Besace est en revanche totalement suspendu puisqu'aucun service d'autobus n'est établi en remplacement.Toutefois le préfet décide le 12 février 1932 de rétablir un aller et retour par autobus trois jours par semaine à titre provisoire.
Lors de l'enquête publique nécessaire au déclassement effectif de la ligne, seules six des dix-neuf communes concernées émettent un avis défavorable à sa fermeture. Six communes donnent un avis favorable sans réserve, les sept dernières rendant un avis favorable sous réserve que le service autobus soit maintenu. La commission, réunie le 5 mars 1932 décide par 7 voix contre une d'entériner le déclassement de la ligne.
Les CFC demandent le déclassement de la ligne Caen – Falaise entre Gouvix et Falaise, la section entre Gouvix et Caen étant conservée pour assurer le transport des minerais. Mais lors de la séance du 19 mai 1932, le Conseil général arrête le déclassement de la ligne dans son intégralité. La ligne Bayeux – Port-en-Bessin est également déclassée. Ces deux décisions sont prises à une majorité écrasante.
Lors de cette même séance, il est décidé que sur les lignes où la voie ferrée est conservée, le transport de marchandises ne sera maintenue par train que pour les transports de gros tonnage.
Le service de transport des voyageurs par autocars est maintenue uniquement entre Bayeux et Caumont-l'Éventé, Caen et Falaise, ainsi qu'entre Bayeux et Port-en-Bessin. Enfin, le transport des voyageurs est assuré à la fois par des autocars et des trains sur les lignes Bayeux – Arromanches / Courseulles et Caen – Dives / Luc. Lors de sa dernière session de 1932, le conseil général approuve le déclassement des lignes Bénouville – Dives, Bayeux – Arromanches / Courseulles.
La Compagnie des Chemins de fer du Calvados juge inopportun d'enlever la voie entre Urville et Caen car cette dernière pourrait servir pour le transport des minerais et des betteraves de la plaine de Caen. Certains conseillers généraux tentent également de sauver la voie entre Bénouville et Dives. Ces deux tentatives sont des échecs.
Seule la ligne de Caen à Luc-sur-Mer est  maintenue. Les travaux de réfections, commencés en 1928 se poursuivent dans les années 1930. Les rails et appareils de voie provenant de la dépose des lignes du Bessin sont utilisés quand cela est possible.
À la suite du décret du 9 avril 1934 relatif à la coordination des transports ferroviaires et routiers, le Conseil général décide de confier à un concessionnaire unique, la gestion des transports publics de la zone comprise entre Caen, Ouistreham, Port-en-Bessin et Bayeux.
Après de difficiles négociations, une convention est passée avec les Courriers Normands qui reprennent l'exploitation des lignes de chemin de fer de Caen à la mer (à écartement standard et à voie étroite) à partir du 12 novembre 1937.
La nouvelle compagnie reprend le matériel de la société des Chemins de fer du Calvados. Ce dernier est  utilisé uniquement pour le transport de marchandises et comme renfort en période estivale pour le transport des voyageurs, normalement assuré par autocars.
À partir de 1939, le trafic ferroviaire est assuré en toute saison afin de permettre deux aller-retour quotidiens.
Le service cesse définitivement le 6 juin 1944. Lors du Débarquement de Normandie, puis pendant la bataille de Caen, les voies sont endommagées par les combats. Le dépôt de la Demi-Lune est presque entièrement détruit par les bombardements.
Le 22 octobre 1945, la chambre de commerce de Caen émet le vœu que la ligne de Caen à Ouistreham ne soit pas reconstruite « estimant que le coût de ce rétablissement serait mieux employé à faire une large route sur la rive gauche du canal et à relier Caen à la mer par  un service fréquent d'autocars ».

## Lignes
| Nom                                                                           | Longueur (en km) | Ouverture                                                                           | Déclassement/Fermeture |
| ----------------------------------------------------------------------------- | ---------------- | ----------------------------------------------------------------------------------- | ---------------------- |
| Réseau de Caen                                                                |                  |                                                                                     |                        |
| De Caen à Dives et à Luc-sur-Mer                                              | 38,321           | Luc-sur-Mer – Ouistreham : 15 août 1891 (provisoire) / 01 janvier 1892 (définitive) | 06 juin 1944           |
| De Caen à Dives et à Luc-sur-Mer                                              | 38,321           | Ouistreham – Bénouville : 13 août 1892                                              | 06 juin 1944           |
| De Caen à Dives et à Luc-sur-Mer                                              | 38,321           | Bénouville – Caen Saint-Pierre : 04 juillet 1893                                    | 06 juin 1944           |
| De Caen à Dives et à Luc-sur-Mer                                              | 38,321           | Bénouville – Dives : 15 juillet 1892                                                | 29 septembre 1932      |
| De Caen à Falaise                                                             | 45,995           | Caen Ouest/État – Falaise Château : 20 septembre 1902                               | 19 mai 1932            |
| De Caen à Falaise                                                             | 45,995           | Falaise Château – Falaise Gare : 18 janvier 1904                                    | 19 mai 1932            |
| Raccordement entre la gare de Caen Saint-Pierre et la gare de Caen Ouest/État | 1,287            | 20 décembre 1904                                                                    | 06 juin 1944           |
| Réseau de Bayeux                                                              |                  |                                                                                     |                        |
| De Grandcamp à Isigny                                                         | 10,426           | 27 juillet 1896                                                                     | 30 octobre 1931        |
| De Grandcamp à la gare du Molay et à la Mine de Littry                        | 32,280           | Grandcamp – Saint-Laurent-sur-Mer : 01 septembre 1900                               | 25 octobre 1928        |
| De Grandcamp à la gare du Molay et à la Mine de Littry                        | 32,280           | Saint-Laurent-sur-Mer – La mine de Littry : 01 août 1901                            | 25 octobre 1928        |
| De Courseulles à Arromanches et à Bayeux                                      | 26,097           | 01 juillet 1899                                                                     | 29 septembre 1932      |
| De Port-en-Bessin à Bayeux                                                    | 10,858           | 01 juillet 1899                                                                     | 19 mai 1932            |
| De Luc à Courseulles                                                          | 8,026            | 01 juillet 1900                                                                     | 29 septembre 1932      |
| De la Mine de Littry à Balleroy                                               | 9,402            | 01 janvier 1904                                                                     | 25 octobre 1928        |
| De Bayeux à la gare de La Besace                                              | 40,535           | Bayeux – Balleroy : 09 juillet 1904                                                 | 30 octobre 1931        |
| De Bayeux à la gare de La Besace                                              | 40,535           | Balleroy – La Besace : 15 avril 1906                                                | 30 octobre 1931        |

## Infrastructure

### Voies et tracés
Gabarit de ce chemin de fer à voie de 60 cm
- Largeur hors tout : 2,18 m
- Hauteur hors tout (au-dessus de la surface du rail) : 2,90 m
- Rayon des courbes : 40 m, pouvant descendre à 25 m

Les voies sont principalement construites en chaussée comme pour les tramways urbains, la plate-forme étant construite en accotement ou au milieu de la chaussée en site banal en agglomération. Il existe toutefois quelques sections en site indépendant de la chaussée principalement pour permettre aux locomotives à vapeur de franchir un relief marqué : tranchée de Quilly à Bretteville-sur-Laize, côte de Trévières. La section Caen - Ouistreham est cependant une exception, la voie suit un tracé en site indépendant (plus direct), longeant le canal de Caen à la mer au lieu de suivre la route traversant les différents villages comme prévu initialement.
Des voies sont posées sur plusieurs ponts existants, notamment sur plusieurs ouvrages mobiles (pont de Bénouville sur le canal de Caen à la mer, pont de Ranville sur l'Orne, portes d'écluse du bassin du port de Courseulles). À Caen, un pont dédié au CFC jumelé au pont ferroviaire du port est construit sur l'Orne afin de permettre le raccordement de la gare Saint-Pierre à la gare de l'Ouest ; ce pont est détruit le 9 juillet 1944 pendant la retraite des troupes allemandes.

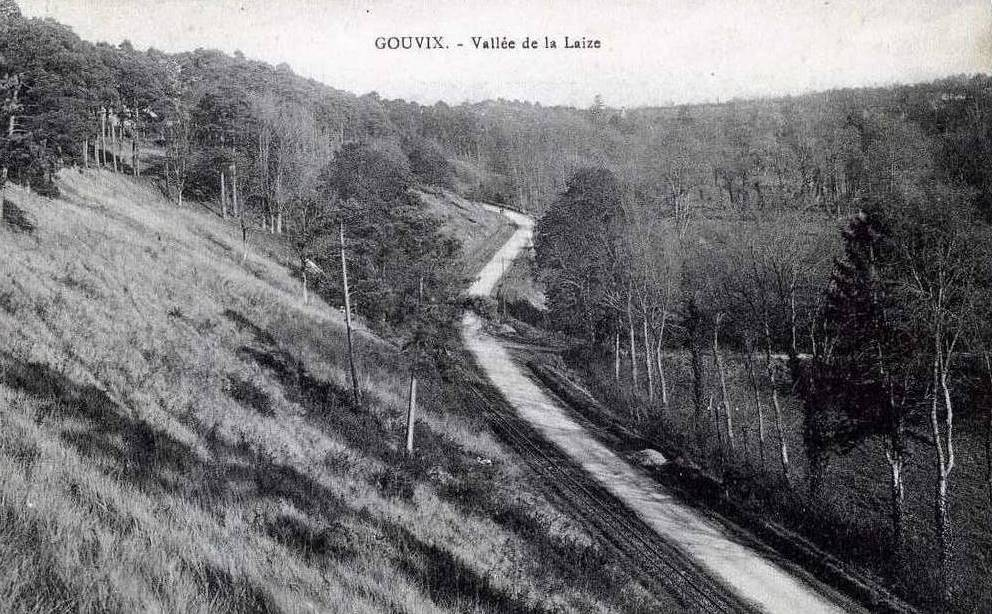
Voie en accotement dans la vallée de la Laize
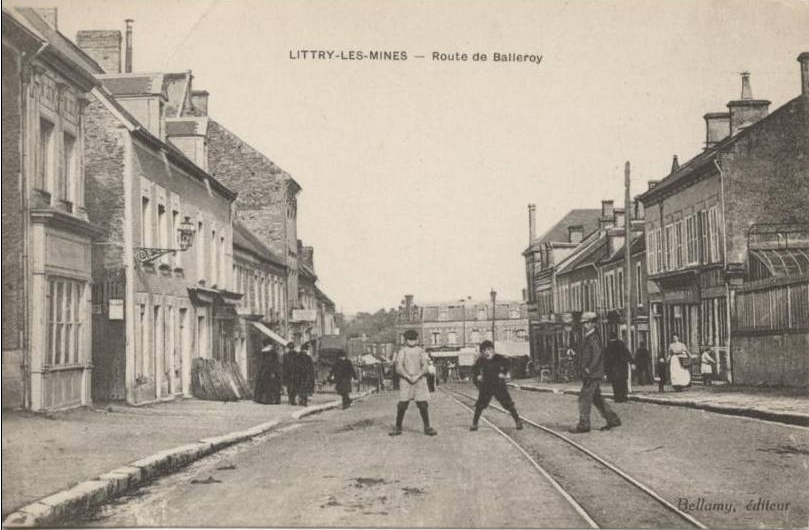
Voie sur chaussée au Molay-Littry
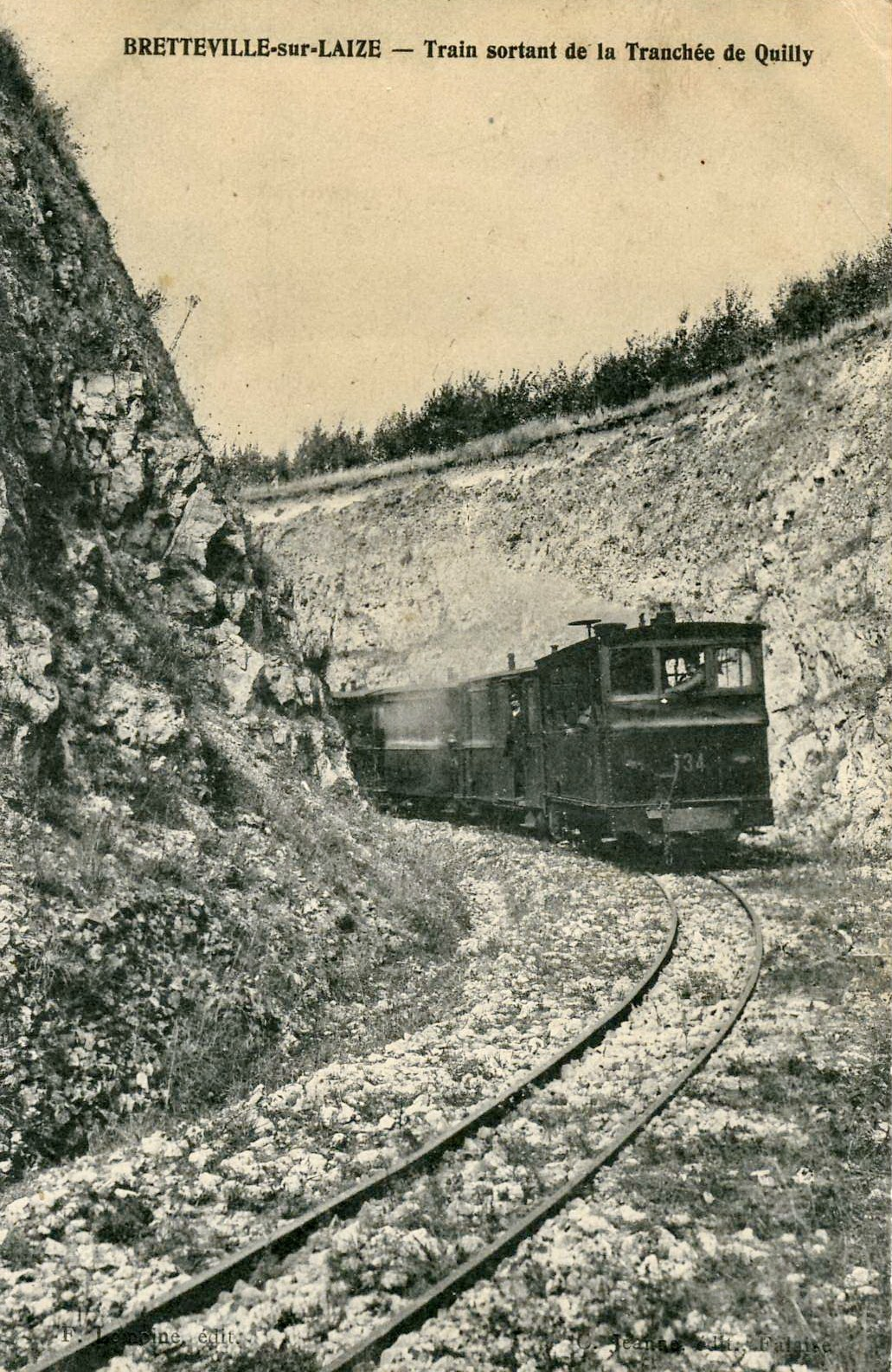
Voie en site propre avec un train dans la tranchée de Quilly.

### La section Courseulles - Luc-sur-Mer

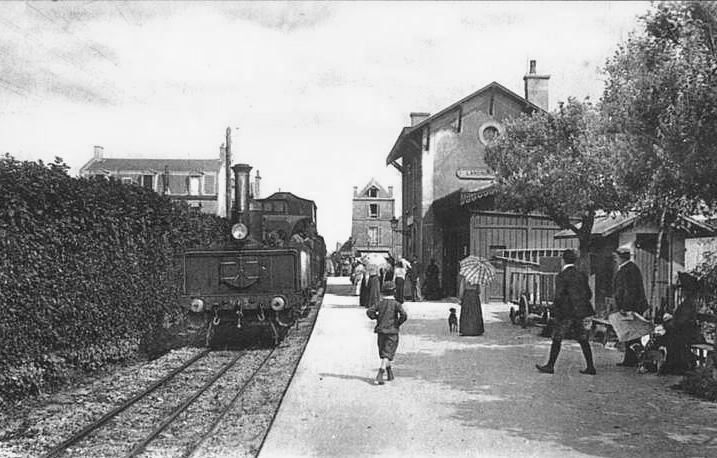
Le troisième rail sur la ligne de Caen à la mer, ici à Langrune

Le réseau des CFC est jusqu'au début du XXe siècle séparé en deux parties : à l'est, le réseau de Caen, et à l'ouest, le réseau de Bayeux. Les CFC souhaitent une liaison entre ces deux réseaux, afin de pouvoir faire transiter du matériel et des voyageurs et marchandises d'un réseau à l'autre, idéalement entre Courseulles et Luc-sur-Mer, desservies par le réseau à voie normale de la Compagnie de chemin de fer de Caen à la mer (CM). Le Conseil Général, assez frileux à l'idée d'avoir deux compagnies exploitant un même trajet en concurrence, propose la pose d'un troisième rail entre les deux, afin de permettre le passage de tous les trains, malgré leur différence d'écartement de rails.
Le 2 avril 1900, la compagnie des Chemins de fer du Calvados obtient l'autorisation de relier les deux parties de son réseau en posant un troisième rail entre la gare de Luc-sur-Mer et la gare de Courseulles. Ce troisième rail, dont les études et le financement sont du ressort des CFC, est posé par le CM (qui réaménage à l'occasion la gare de Luc), et les convois circuleront dès le 1er juillet 1900.
Cette section commune à trois rails fonctionnait de la manière suivante : la séparation entre voie normale (1 435 m) et voie de 60 cm se faisait sans pièce mobile par une pointe de cœur adaptée aux boudins de roues de chaque véhicule et par deux contre-rails (un pour chaque type de largeur de voie) au droit de la pointe de cœur. Le rail commun était celui le plus au sud.
À Saint-Aubin-sur-Mer, la seule gare intermédiaire de croisement entre Luc et Courseulles, les convois en voie normale pouvaient se croiser. Pour ce faire, il y avait, avant l'aiguille à voie normale, une séparation des deux types de voies. Nous avions donc à St-Aubin deux voies normales (1 435 mm) de croisement et côté Sud deux voies étroites (600 mm) de croisement également.
Les trains des CFC peuvent desservir les mêmes arrêts que le CM sur la section commune, en profitant des infrastructures, et à condition de ne pas entraver la bonne marche des trains du chemin de fer Caen à la Mer, ainsi que de se conformer aux directives et réglementations imposées par ce dernier.
En contrepartie de ce droit de passage, les CFC doivent reverser l'intégralité de leurs recettes provenant du transport de voyageurs sur la section, et 55 % des recettes effectuées sur tous les autres trafics.
Les lignes de Bayeux sont fermées dès 1931-1932 ; la section entre Courseulles et Luc est alors abandonnée puisqu'elle n'a plus de raison d'être.

Cohabitation des voies à Luc
Cohabitation des voies à Courseulles

### Arrêts et gares

Tracé des CFC à Bayeux

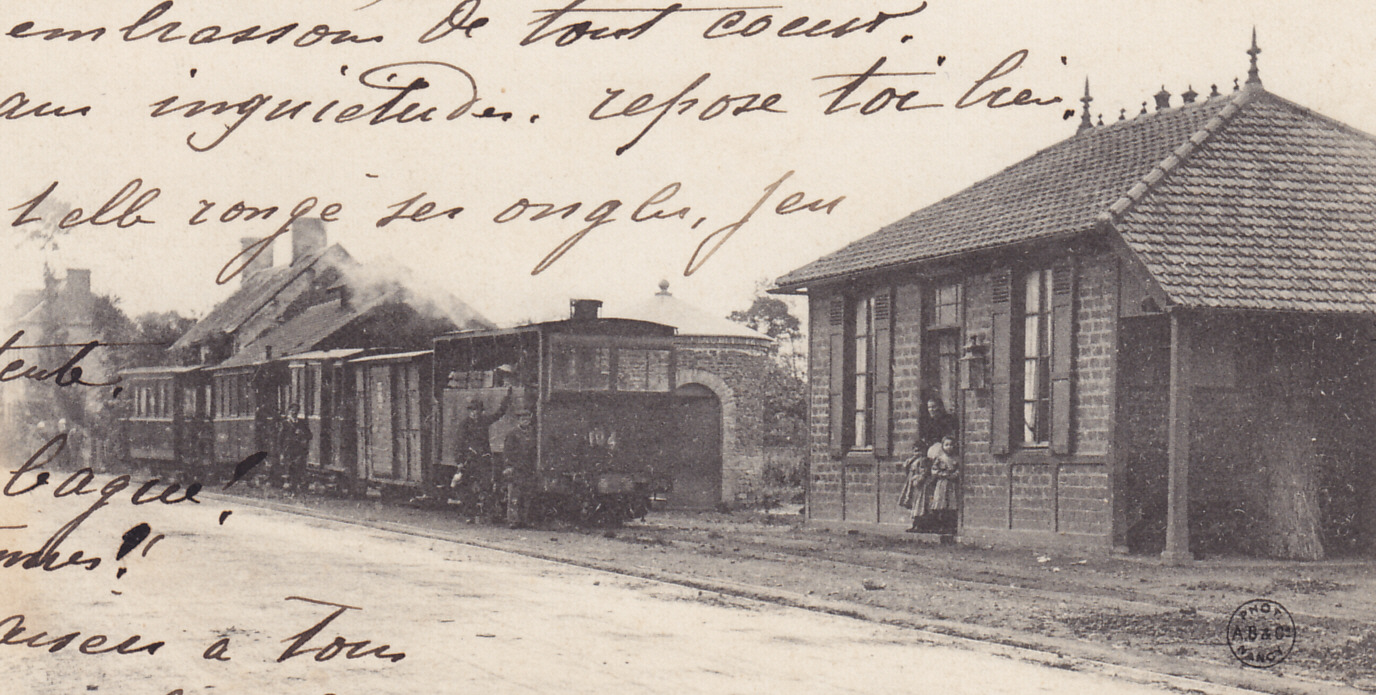
Station de Littry-La-Mine vers 1904, avec un train tracté par la locomotive 104

Sur le réseau, il existait trois types de gare :
- les stations, disposant d'un service de billetterie et d'enregistrement des bagages ;
- les haltes, ne possédant pas de service de billetterie et d'enregistrement des bagages ;
- les arrêts, constitués d'un simple poteau où les tramways s'arrêtaient sur demande des voyageurs.

Les bâtiments de la compagnie avaient comme point commun d'être de petite taille. Mais l'architecture des stations différait selon les lignes :
- sur la ligne Caen-Dives-Luc, abris de style néo-normand, murs à colombages et épis de faîtage (exemples : Caen Saint-Pierre, Sallenelles, Le Home) ;
- sur les lignes de Bayeux à Courseulles et à Port-en-Bessin, bâtiments à deux niveaux, le premier étage étant accessible par un escalier en bois extérieur (exemples : Bayeux-Gare, Arromanches, Ver-sur-Mer, Saint-Côme-de-Fresné[49]) ;
- sur les lignes d'Isigny au Molay, bâtiments à un seul niveau de plan rectangulaire, murs en brique avec toit à quatre pentes et auvent sur le côté (exemples : Isigny, Vierville, Trévières) ;
- sur la ligne de Bayeux à la Besace, bâtiments à un seul niveau de plan rectangulaire, murs enduits avec toit à quatre pentes et annexes en brique de chaque côté (exemples : la Besace, Balleroy, Caumont-l'Éventé)

La station de Franceville est d'un style particulier. Une souscription auprès des habitants, ainsi qu'un emprunt effectué par la mairie permettent de construire un bâtiment de plus grande taille pour remplacer l'abri de style néo-normand original jugé trop modeste. Cette nouvelle gare est inaugurée en août 1923.
Quand la gare de Caen - État est réaménagée par Henri Pacon en 1934, l'édicule des chemins de fer du Calvados est reconstruit en métal afin de s'harmoniser avec la façade de la nouvelle gare. De forme circulaire, elle est conçue en 1935 par les forges et ateliers de Commentry-Oissel.
| Illustration | Nom                          | Type | Ville                    | Localisation                          | État                      | Remarques |
| ------------ | ---------------------------- | ---- | ------------------------ | ------------------------------------- | ------------------------- | --------- |
|              | Arromanches                  | 3A   | Arromanches-les-Bains    | 49° 20′ 15,634″ N, 0° 37′ 26,987″ O   | existante                 |           |
|              | Asnelles                     | 3A   | Asnelles                 | 49° 20′ 22,909″ N, 0° 35′ 09,596″ O   | démolie                   |           |
|              | Balleroy                     | 1A   | Balleroy                 | 49° 11′ 02,818″ N, 0° 50′ 49,013″ O   | existante (privée)        |           |
|              | Bayeux (g)                   | 3A   | Bayeux                   | nc.                                   | existante (gare routière) |           |
|              | Bénouville                   | 4A   | Bénouville               | 49° 14′ 33,1282″ N, 0° 16′ 28,9049″ O | démolie                   |           |
|              | Dives (g)                    | 4A   | Dives-sur-Mer            | nc.                                   | démolie                   |           |
|              | Isigny-sur-Mer (g)           | 2A   | Isigny-sur-Mer           | nc.                                   | démolie                   |           |
|              | Littry La Mine               | 2A   | Littry                   |                                       |                           |           |
|              | Luc-sur-Mer (g)              | 4A   | Luc-sur-Mer              | nc.                                   | démolie                   |           |
|              | Ouistreham                   | 4A   | Ouistreham               | 49° 16′ 45,674″ N, 0° 15′ 01,505″ O   | démolie                   |           |
|              | Ouistreham Riva-Bella        | nc.  | Ouistreham               | 49° 17′ 02,612″ N, 0° 15′ 39,452″ O   | démolie                   |           |
|              | Ryes                         |      | Ryes                     | 49° 18′ 47″ N, 0° 37′ 23″ E           | existante                 |           |
|              | Saint-Laurent-sur-Mer        | 2A   | Saint-Laurent-sur-mer    | 49° 21′ 37,091″ N, 0° 53′ 07,832″ O   | existante (privée)        |           |
|              | Saint-Martin-des-Besaces (g) | 1A   | Saint-Martin-des-Besaces | nc.                                   | démolie                   |           |
|              | Sallenelles                  | 4A   | Sallenelles              | 49° 15′ 47,912″ N, 0° 13′ 50,79″ O    | démolie                   |           |
|              | Trévières                    | 2A   | Trévières                | 49° 18′ 27,788″ N, 0° 54′ 13,961″ O   | démolie                   |           |
|              | Varaville Le Home            | 4A   | Varaville                | 49° 17′ 04,373″ N, 0° 09′ 40″ O       | existante                 |           |
|              | Ver-sur-Mer                  | 3A   | Ver-sur-Mer              |                                       | démolie                   |           |
|              | Vierville-sur-Mer            | 2A   | Vierville-sur-Mer        | 49° 22′ 28,621″ N, 0° 54′ 18,738″ O   | démolie                   |           |

Gares principales
- Gare de Caen Saint-Pierre

En 1897, une gare centrale située sur la place du Parc (actuelle place Louis Guillouard) est projetée. Mais elle n'est pas réalisée.
Gares de correspondance
Les correspondances avec le réseau à écartement normal se faisaient à :
- la gare de Caen Ouest/État (étoile ferroviaire de Caen)
- la gare de Bayeux (ligne Mantes-la-Jolie - Cherbourg)
- la gare du Molay-Littry (id.)
- la gare de Courseulles (ligne de Caen à la mer)
- la gare de Luc-sur-Mer (id.)
- la gare de la Besace (ligne Caen - Vire)
- la gare de Falaise (lignes de Caen par Berjou ou par Coulibœuf)
- la gare de Dives-Cabourg (ligne Mézidon - Trouville-Deauville)
- la gare d'Isigny-sur-Mer (ligne Neuilly-la-Forêt - Isigny-sur-Mer)

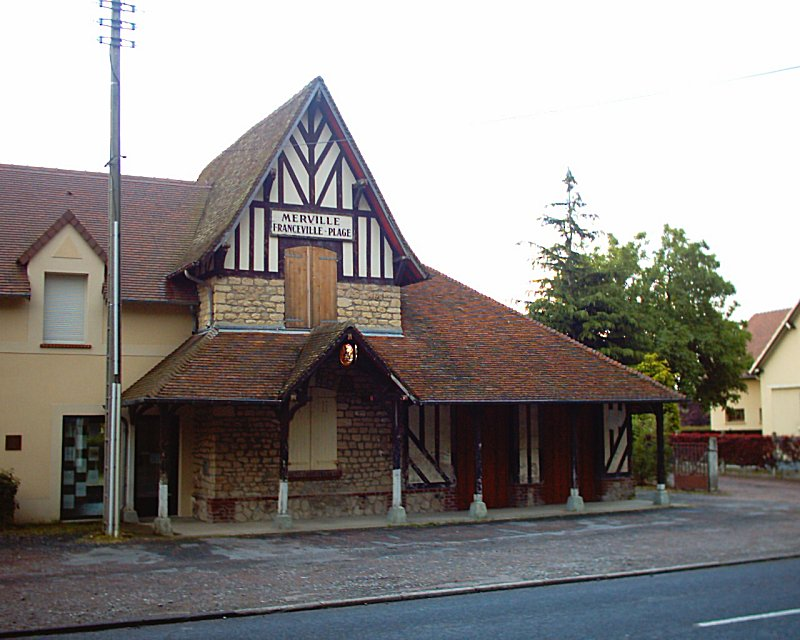
Station de Merville-Franceville
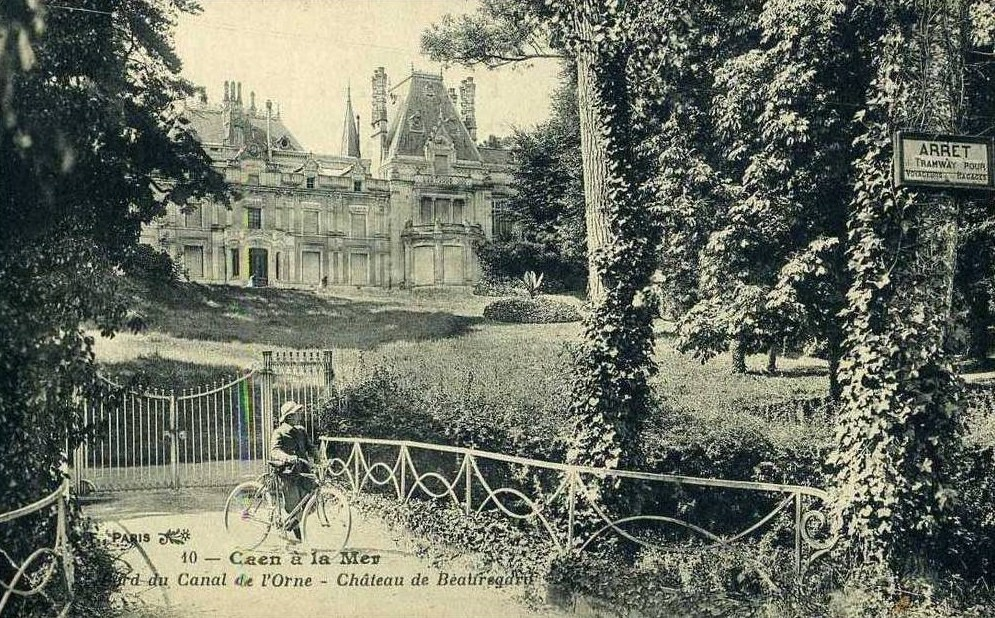
Arrêt Beauregard à Hérouville St Clair
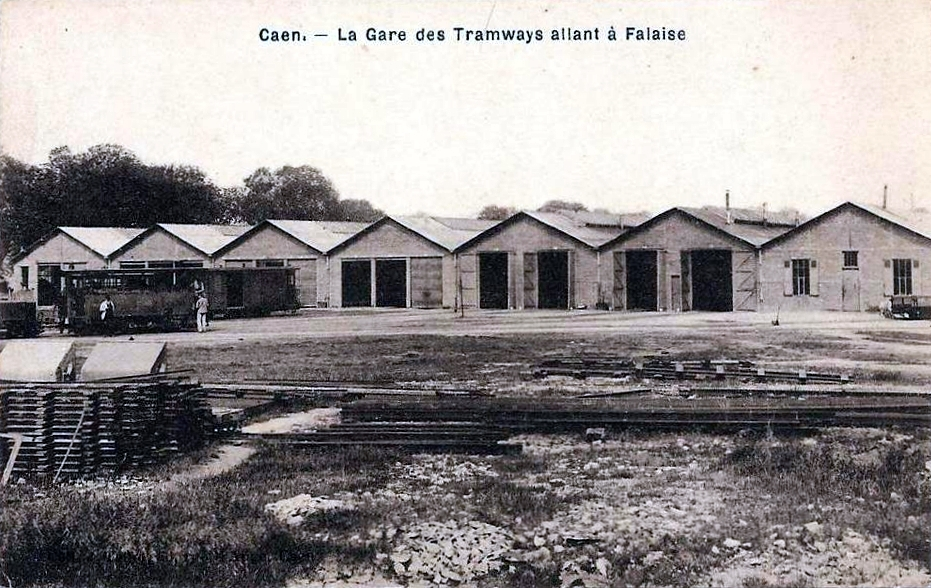
Dépôt de Caen - Demi-Lune

### Dépôts

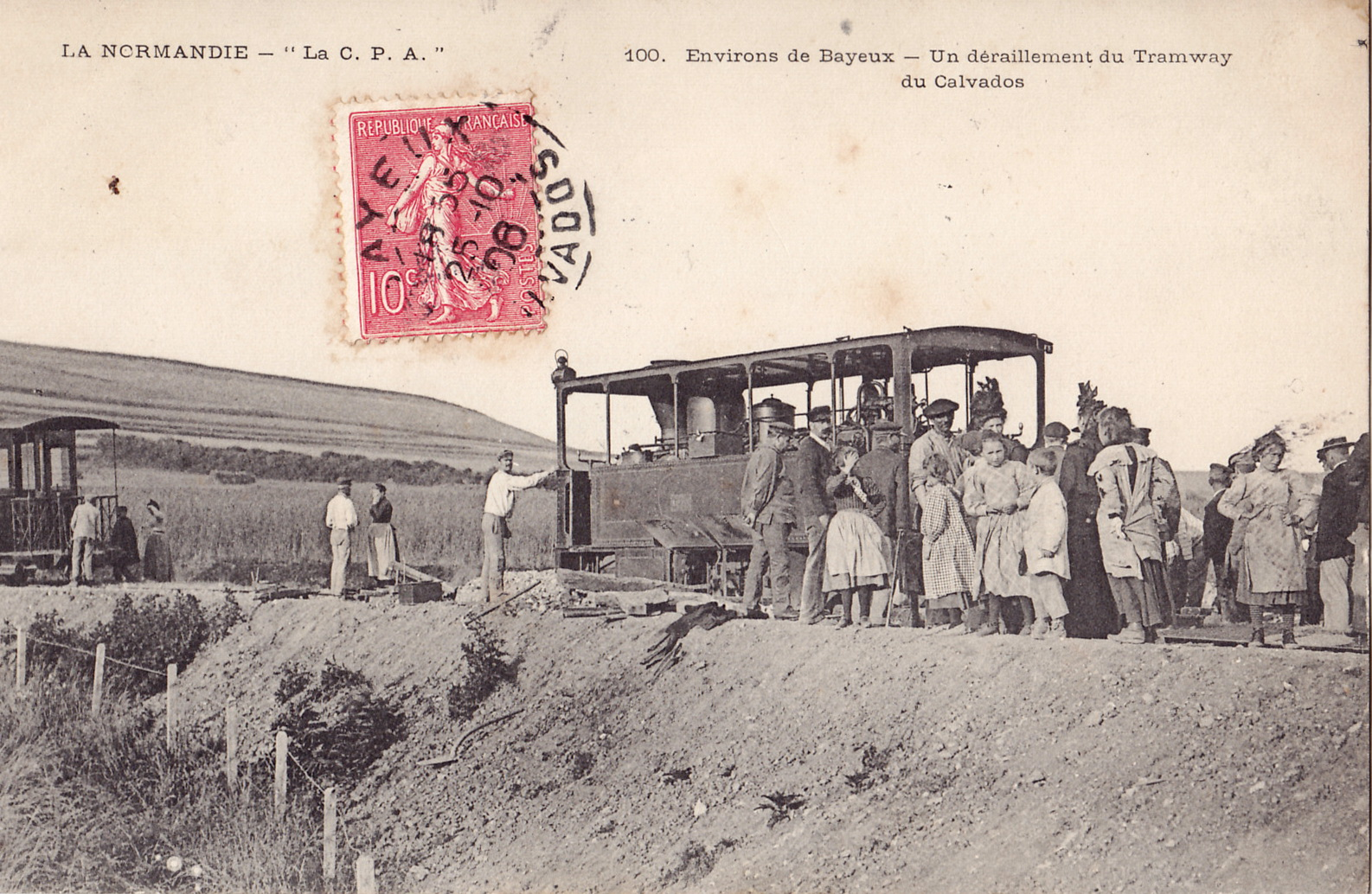
Les déraillements, généralement sans gravité, donnaient de l'animation aux voyageurs et aux riverains, comme ici, près de Bayeux vers 1906

- Dépôt de la Riva Bella, rapidement supprimé
- Dépôt de Bayeux
- Dépôt d'Isigny
- Dépôt de Caen - Demi-Lune, le plus important[e]

## Matériel roulant
Les CFC ont eu un parc de 34 locomotives et plus de 500 wagons. Ce matériel se décomposait de la manière suivante, :

### Locomotives

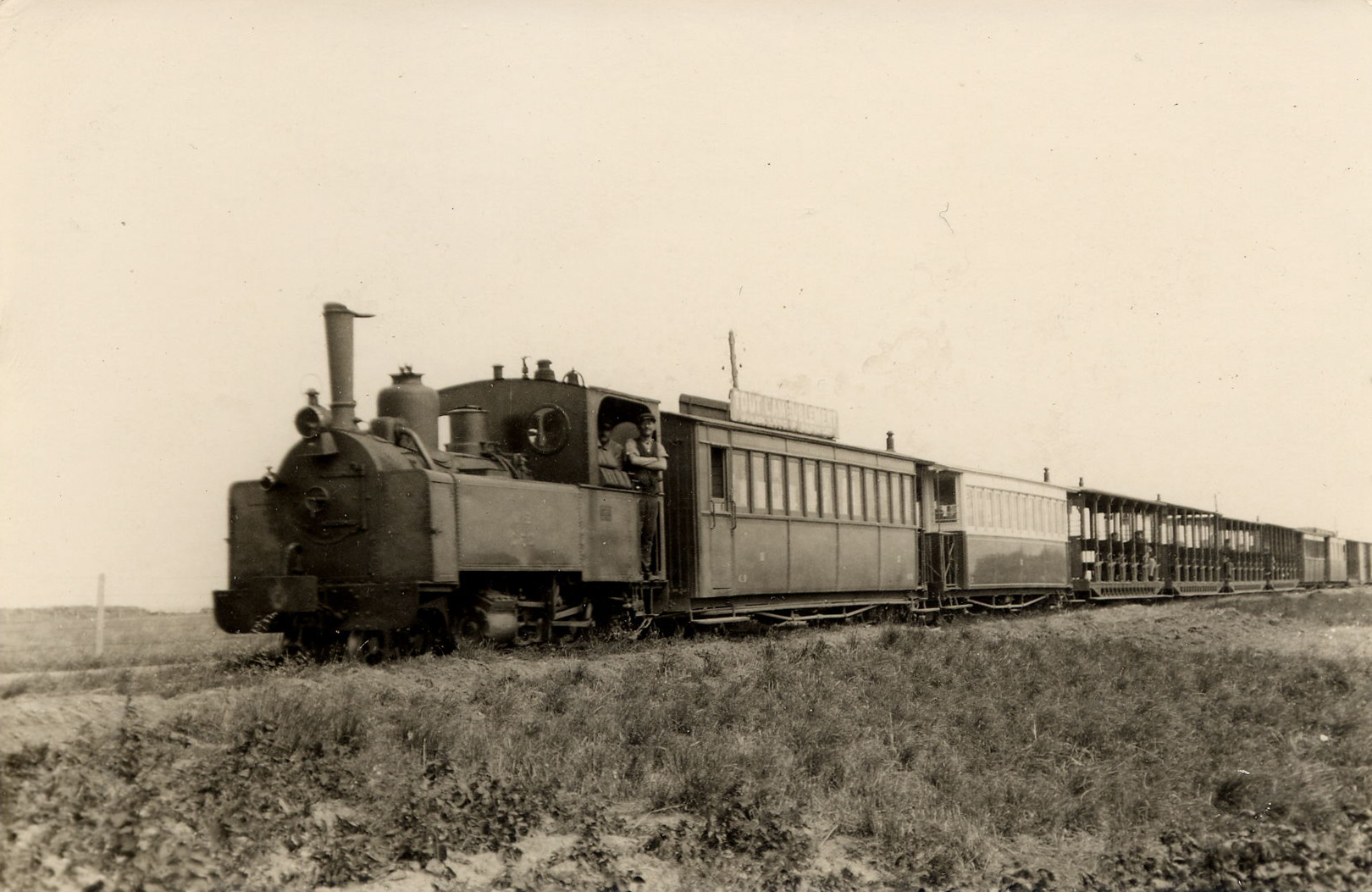
Locomotive 230T Weidknecht série 9 à 14

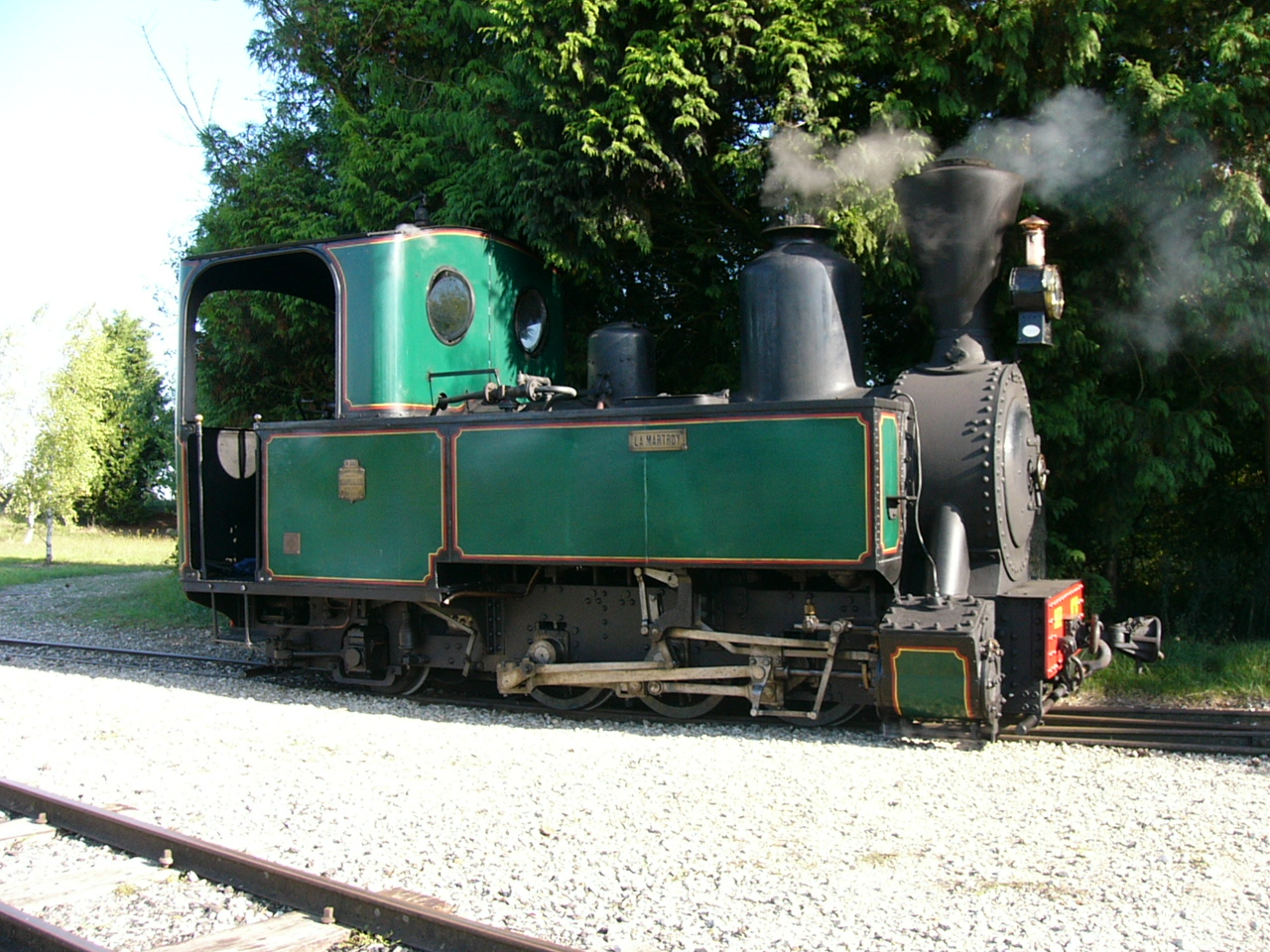
031T Decauville, identique aux machines Weidknecht du Calvados, préservée au Musée des transports de Pithiviers

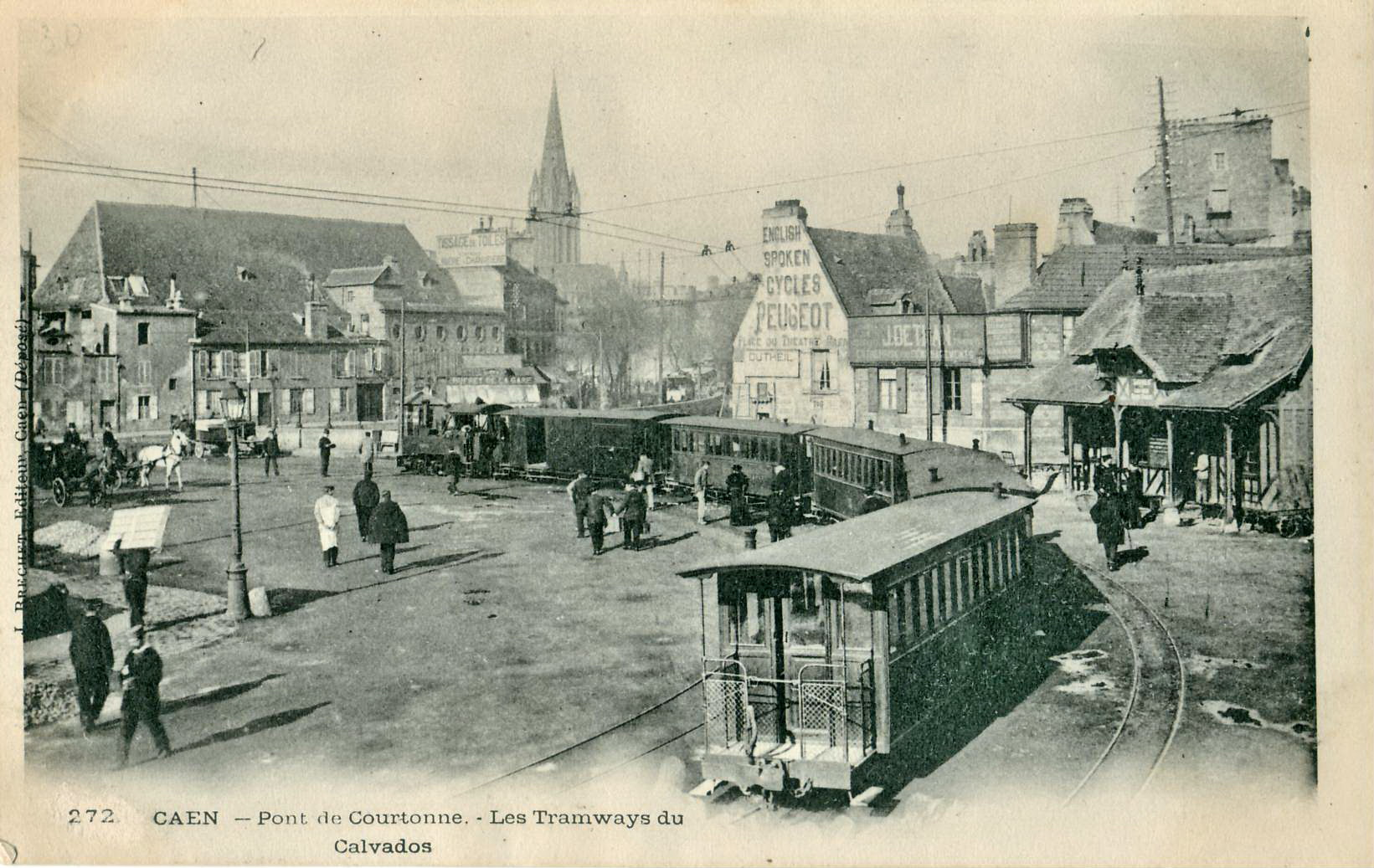
Voitures Decauville à bogies et fourgon attelés à une 020+020 T en gare de Caen - Saint-Pierre, Place de Courtonne.

Locomotives à vapeur de la concession Decauville
- No 1 : 020+020 T type Mallet, Tubize 751/1889, Decauville 74/1889, « Cabourg », ex-Exposition universelle de Paris de 1889 « Australie » puis Tramways de Royan « Australie » en 1891 ;
- No 2 : 020+020 T type Mallet, Tubize 752/1889, Decauville 75/1889, « Sallenelles », ex-Exposition universelle de Paris de 1889 « Dumbarton » puis Tramways de Royan « Madagascar » en 1891. Vendue en 1908 ;
- No 3 : 020+020 T type Mallet, Tubize 804/1891, Decauville 109/1891, « Ouistreham » ;
- No 4 : 020+020 T type Mallet, Tubize, Decauville, « Falaise » ;
- No 5 : 020+020 T type Mallet, Tubize 766/c1891, Decauville 87/1892, « Bénouville » ;
- No 6 : 020+020 T type Mallet, Tubize 736/1889, Decauville 72/1889, « Varaville », ex-Exposition universelle de Paris de 1889 « Kairouan » puis Tramways de Royan en 1891 ;
- No 7 : 020+020 Tubize, Decauville 110/1891, Luc-sur-Mer jusqu'en 1896, puis Grandcamp. Vendue en 1908 au Tramway de Pithiviers à Toury[57] ;
- No 7' :   031 T construites par Weidknecht pour Decauville N° constructeur 128/1891, Hermanville[57]. Vendue aux sablières C.Besse à Darvault en 1893[58] ;
- No 8 : 031 T Weidknecht, no 549/1893, baptisée « Ville de Caen » ;
- No 9 à 14: 230 T construites par Weidknecht entre 1902 et 1909[47] ;
- No 135, type 030T, livrée en 1895 par les Ateliers de construction du Nord de la France (ANF) de Blanc-Misseron filiale du constructeur belge La Métallurgique de Tubize,nommée Isigny, numéro constructeur 135 (La Métallurgique 986)[47],[59],[60].

Locomotives à vapeur de la concession Empain
Ces machines sont des locomotives bicabines construites par les Ateliers de construction du Nord de la France de Blanc-Misseron (ANF) filiale du constructeur belge La Métallurgique de Tubize :
| Illustration | Modèle ou type                       | Nombre | Numéros | En service | Hors service | Remarques |
| ------------ | ------------------------------------ | ------ | ------- | ---------- | ------------ | --- |
|              | ANF C t (030T)                       | 4      | 222-225 | 1899       |              | Numéros constructeur 222 à 225 (La Métallurgique 1146 à 1149).                                                                                             |
|              | ANF C t (030T)                       | 2      | 231-232 | 1900       |              | Numéros constructeur 231 et 232 (La Métallurgique 1207 et 1208).                                                                                           |
|              | ANF C2′ t (032T)                     | 2      | 233-234 | 1900       |              | Numéros constructeur 233 et 234 (La Métallurgique 1209 et 1212).                                                                                           |
|              | ANF 2′C t (230T)                     | 4      | 100-103 | 1902       |              | Numéros constructeur 278 à 281 (La Métallurgique 1307 à 1310).                                                                                             |
|              | ANF 2′C t (230T)                     | 5      | 104-108 | 1903       |              | Numéros constructeur 289 à 293 (La Métallurgique 1340 à 1344).                                                                                             |
|              | ANF 2′C t (230T)                     | 1      | 109     | 1909       |              | Numéro constructeur 349 (La Métallurgique 1620). |
|              | Ateliers métallurgiques C1′ t (031T) | 3      | 301-303 | 1913       |              | La société va par ailleurs commander directement à La Métallurgique de Tubize une série de 3 machines en 1913, numérotées 301 à 303 et de type 031T (C1t). |

Ces locomotives ne sont pas équipées de couvre mouvement (contrairement à la plupart des locomotives bicabines produites en France). Les premières séries sont par ailleurs livrées sans pare brise et en sont équipées par la suite.

### Autorails

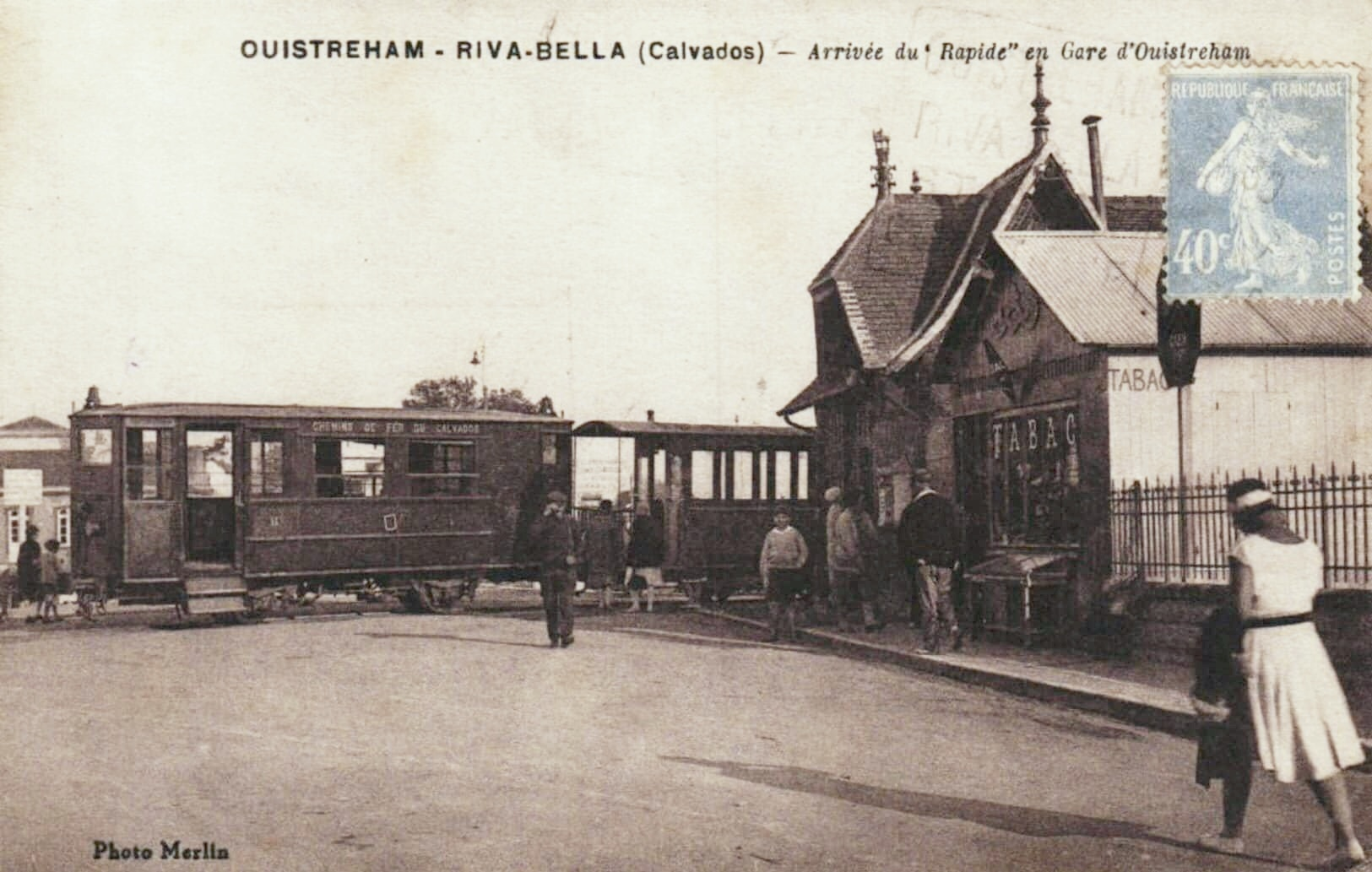
Autorail Crochat à deux essieux (AU1-AU3) en gare de Ouistreham.

- trois autorails Crochat à deux essieux, acquis en 1925. Propulsés par un moteur à essence Aster de 24 kW. Numérotés AU1 à 3. Un modèle similaire est préservé au Musée des transports de Pithiviers[47] ;
- deux autorails à bogies Crochat -Decauville, provenant des Tramways de la Savoie et acquis d'occasion en 1936. Numérotés DC11 et 12, ils furent vendus aux Tramway de Pithiviers à Toury peu de temps avant la fermeture du CFC[47].

L'un des autorails XAT3 Decauville-Crochat utilisés par les Chemins de fer du Calvados en 1934-1935 sur la ligne Caen-Ouistreham-Courseulles est conservé à Saint-Trojan-les-Bains, sur l'Île d'Oléron. Il était alors immatriculé DC-12. C'est un des seuls exemplaires d'autorail pétroléo-électrique conservé avec celui du musée des transports de Pithiviers dans le Loiret. Grâce à un partenariat signé avec le Lycée Bernard Palissy de Saintes pour un projet pédagogique attribué aux étudiants de BTS en électromécanique, il est possible d'envisager sa remise en état.

### Voitures
Le parc du CFC était le suivant, :
- des voitures Decauville types KG et IS à bogies. Ces voitures étaient disponibles avec les configurations mixte 1re/2e classes, mixte 2e/3e classes et 3e classe. Une des voitures provenait du matériel Decauville présenté à l'exposition Universelle de Paris et intégrait un bar. Cette voiture fut par la suite convertie en remorque pour autorail 1re/2e classe ;
- des voitures de type KE, « Baladeuses », complètement ouvertes. Elles furent fermées par la suite, par l'adjonction de portes et de fenêtres ;
- 80 voitures de construction belge à deux essieux. Elles mesuraient 6 m de long, pour un empattement des essieux de 2 m. Elles étaient classées et immatriculées dans les configurations suivantes : A (1re classe), AB (mixte 1re/2de classes), AD (mixte 1re/fourgon), B (2de), C (mixte 3e classe) et CD (3e classe/fourgon). Les versions fermées comportaient 16 places dont huit permanentes, et les versions ouvertes 24 places ;
- deux fourgons bagages à bogies construits par Decauville ;
- deux fourgons à vélos construits par Decauville.

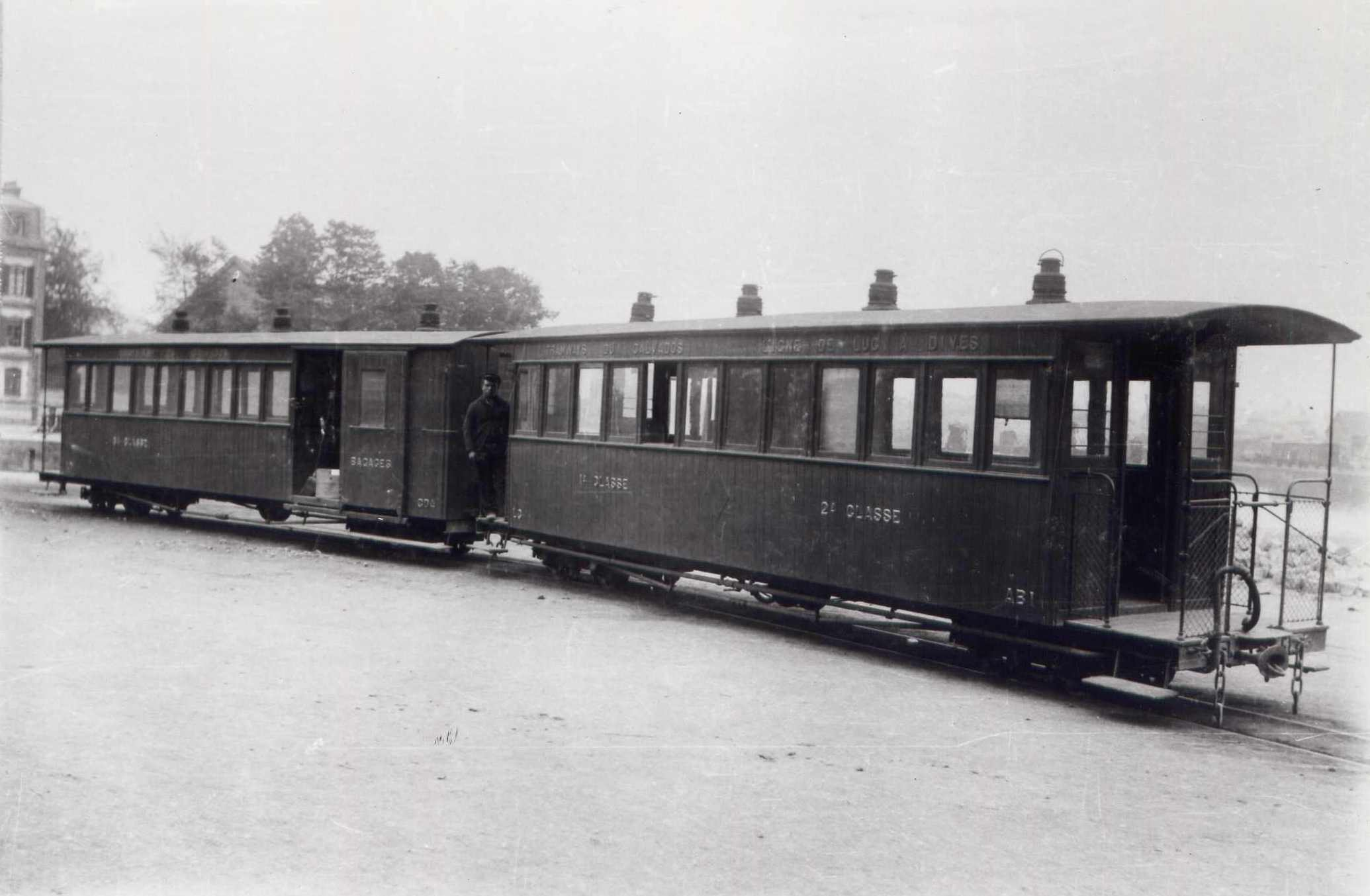
Voitures Decauville à bogies, une mixte de type BD (2e classe/fourgon) et une mixte de type AB (1re/2e classes).
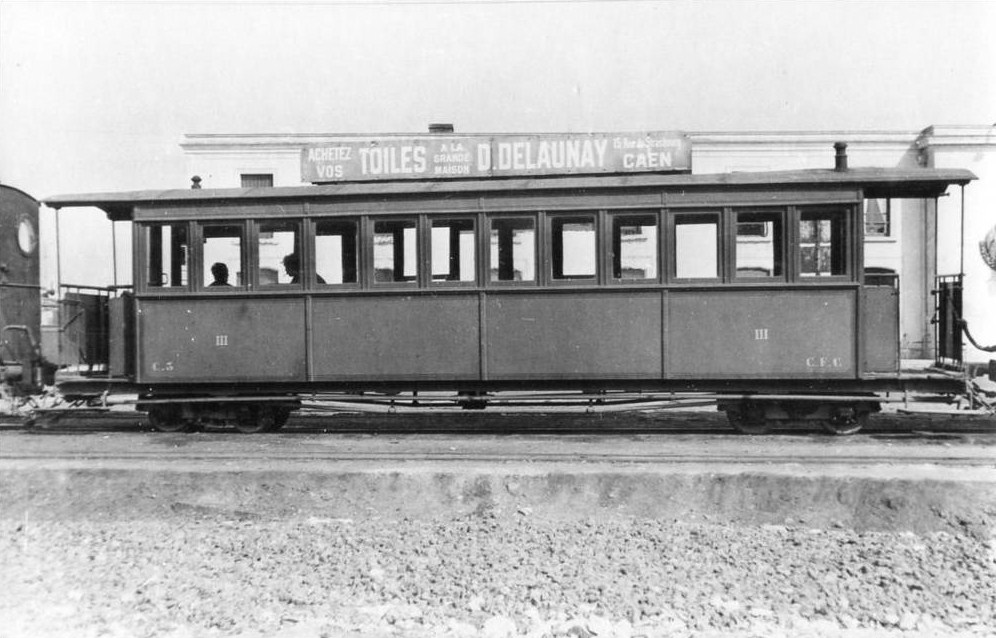
Voiture  Decauville à bogies, de type C (3e classe).
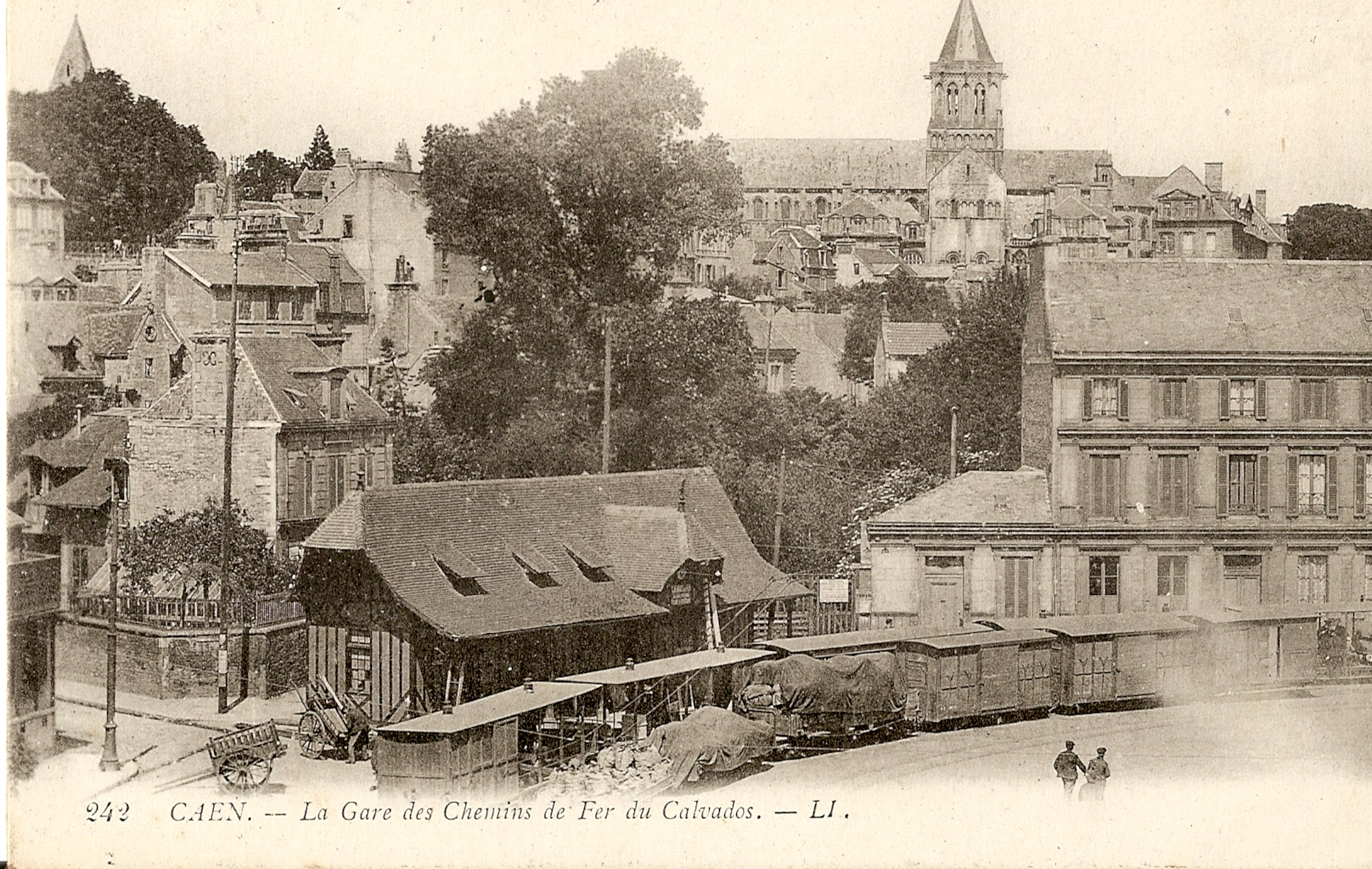
Les wagons au premier plan sont des wagons plats et des couverts de 10 tonnes à deux essieux. Au second plan, devant la gare, se trouvent une baladeuse-mixte-fourgon et une baladeuse ouverte.
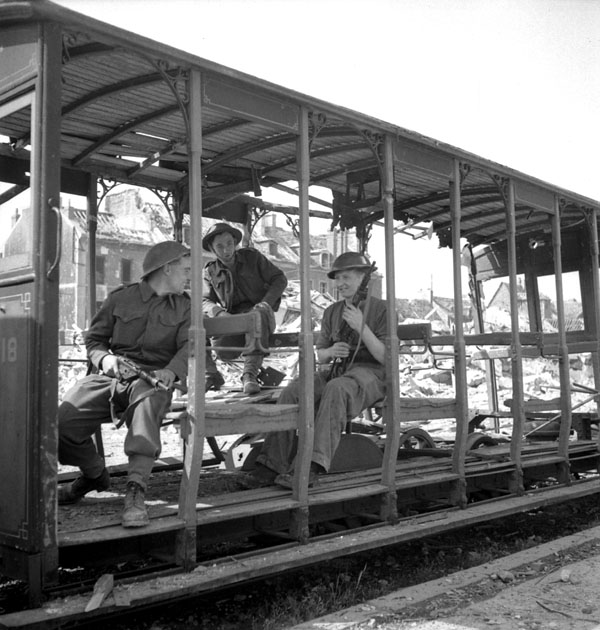
Soldats d'infanterie canadiens se reposant dans une baladeuse en juillet 1944.

### Wagons

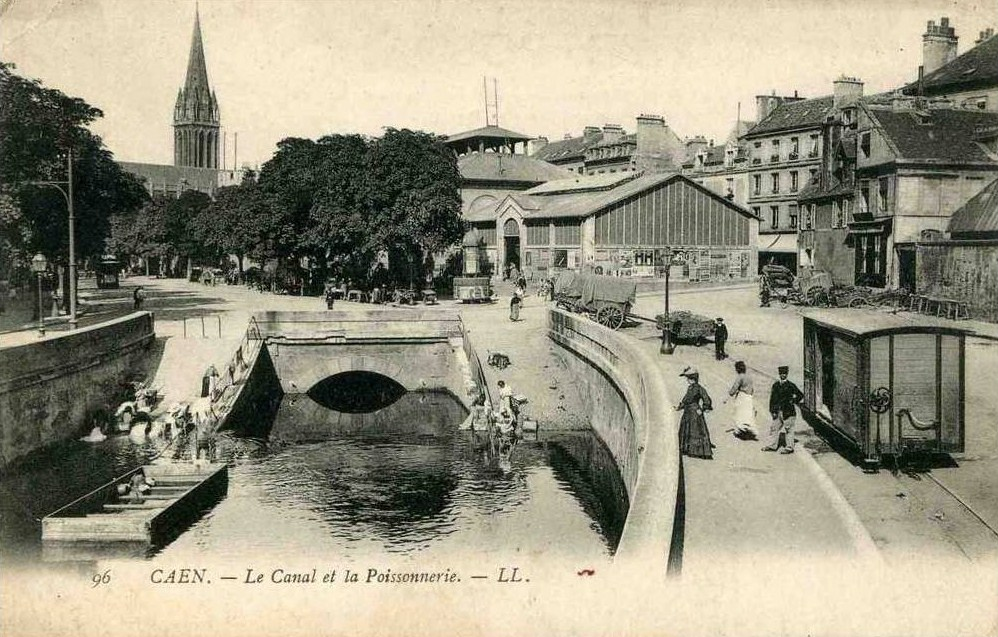
Wagon couvert à 2 essieux à Caen près du canal.
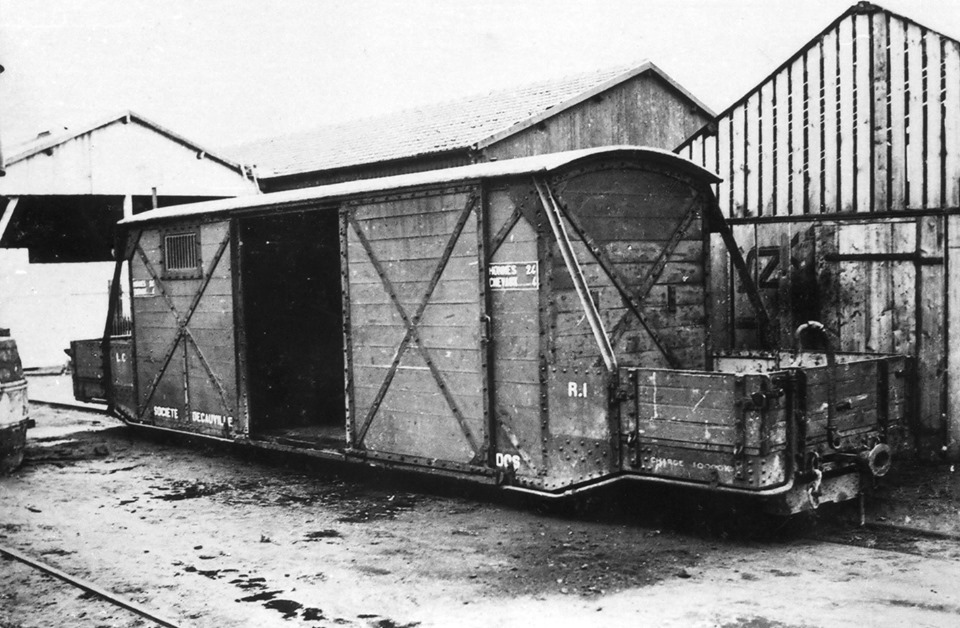
Wagon couvert surbaissé à bogies.

Les CFC possédaient le matériel marchandises suivant, :
- des wagons plats et des wagons couverts à deux essieux, d'une capacité de dix tonnes réduite à sept tonnes sur les lignes possédant une voie faiblement armée ;
- dix wagons plats à bogies et bords bas de construction Decauville ;
- quelques wagons à ballast à tamponnement renforcé, et des wagons plats pour le transport d'essieux ;
- deux couverts surbaissés, destinés au transport des chevaux, qui étaient d'anciens wagons couverts à bogies convertis ;
- le transport des minerais était assuré par des wagons à deux essieux à caisse métallique et munis de trappes de vidange latérales. Certains étaient dotés de guérite de frein, destinée à abriter l'agent serre-frein. Dix wagons à bogies faisaient également partie de ce parc. Cinquante wagons à bogies furent aussi commandés par les mines de Barbery en 1914, mais leur livraison ne fut sans doute pas assurée.

### Tableaux
| Illustration | Modèle / type               | Nombre | Numéros   | En service    | Hors service | Remarques |
| ------------ | --------------------------- | ------ | --------- | ------------- | ------------ | --------- |
|              | Crochat à deux essieux      | 3      | AU1-AU3   | 1925          |              |           |
|              | Crochat Decauville à bogies | 2      | DC11-DC12 | 1936 occasion |              |           |

| Illustration | Modèle / type                            | Nombre | Numéros | En service                                                                              | Hors service                                 | Remarques                                                                                   |
| ------------ | ---------------------------------------- | ------ | ------- | --------------------------------------------------------------------------------------- | -------------------------------------------- | ------------------------------------------------------------------------------------------- |
|              | La Métallurgique pour Decauville 020+020 | 2      | 1-2     | 1891 occasion ex-Exposition universelle de Paris de 1889 puis Tramways de Royan en 1891 | no 2 vendue en 1908                          | Baptisé « Cabourg », « Australie »; numéro constructeur La Métallurgique 74/1889-75/1889.   |
|              | La Métallurgique pour Decauville 020+020 | 1      | 3       | 1891                                                                                    |                                              | Baptisé « Ouistreham »; numéro constructeur La Métallurgique 804/1891, Decauville 109/1892. |
|              | La Métallurgique pour Decauville 020+020 | 1      | 4       |                                                                                         |                                              | Baptisé « Falaise ».                                                                        |
|              | La Métallurgique pour Decauville 020+020 | 1      | 5       | 1891                                                                                    |                                              | Baptisé « Bénouville »; numéro constructeur La Métallurgique 766/c1891, Decauville 87/1892. |
|              | La Métallurgique pour Decauville 020+020 | 1      | 6       | 1891 occasion ex-Exposition universelle de Paris de 1889 puis Tramways de Royan en 1891 |                                              | Baptisé « Varaville »; numéro constructeur La Métallurgique 736/1889, Decauville 72/1889.   |
|              | La Métallurgique pour Decauville 020+020 | 1      | 7       | 1891                                                                                    | 1908 vendue au Tramway de Pithiviers à Toury | Baptisé « Luc-sur-Mer » jusqu'en 1896 puis « Grandcamp »; numéro constructeur 110/1891.     |
|              | Weidknecht pour Decauville 031T          | 1      | 7       | 1891                                                                                    | 1893 vendue aux sablières C.Besse à Darvault | Baptisé « Hermanville »; numéro constructeur 128/1891.                                      |
|              | Weidknecht 031T                          | 1      | 8       | 1893                                                                                    |                                              | Baptisé « Ville de Caen »; numéro constructeur 549/1893.                                    |
|              | ANF 030T                                 | 1      | 135     | 1895                                                                                    |                                              | Baptisé « Isigny »; numéro constructeur 135 (La Métallurgique 986).                         |
|              | ANF 030T bicabine                        | 4      | 222-225 | 1899                                                                                    |                                              | Numéros constructeur 222 à 225 (La Métallurgique 1146 à 1149).                              |
|              | ANF 030T bicabine                        | 2      | 231-232 | 1900                                                                                    |                                              | Numéros constructeur 231 et 232 (La Métallurgique 1207 et 1208).                            |
|              | ANF 032T bicabine                        | 2      | 233-234 | 1900                                                                                    |                                              | Numéros constructeur 233 et 234 (La Métallurgique 1209 et 1212).                            |
|              | Weidknecht 230T                          | 6      | 9-14    | 1902-1909                                                                               |                                              |                                                                                             |
|              | ANF 230T bicabine                        | 4      | 100-103 | 1902                                                                                    |                                              | Numéros constructeur 278 et 281 (La Métallurgique 1307 et 1310).                            |
|              | ANF 230T bicabine                        | 5      | 104-108 | 1903                                                                                    |                                              | Numéros constructeur 289 et 293 (La Métallurgique 1340 et 1344).                            |
|              | ANF 230T bicabine                        | 1      | 109     | 1909                                                                                    |                                              | Numéro constructeur 349 (La Métallurgique 1620).                                            |
|              | La Métallurgique 031T bicabine           | 3      | 301-303 | 1913                                                                                    |                                              |                                                                                             |